# 1969
1969 (MCMLXIX) fue un año común comenzado en miércoles según el calendario gregoriano.

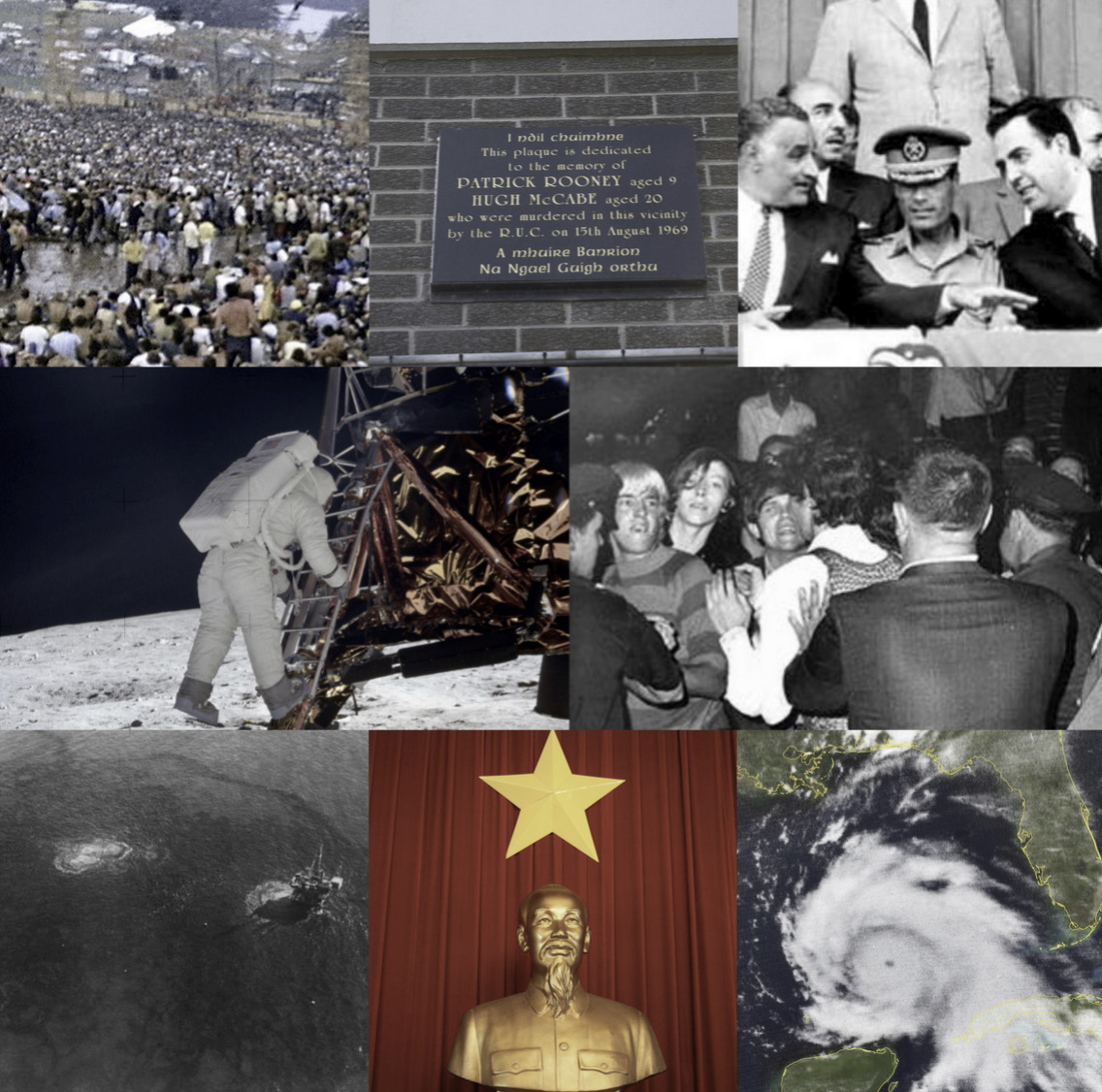
En el sentido de las agujas del reloj, desde arriba a la izquierda: La Feria de Música y Arte de Woodstock se lleva a cabo en Nueva York, Estados Unidos; una placa conmemorativa de Patrick Rooney y Hugh McCabe, que fueron asesinados durante los disturbios de Irlanda del Norte de 1969, que anunciaron el comienzo del Conflicto norirlandés; Muamar el Gadafi subió al poder en Libia tras un golpe de Estado allí, estuvo al frente del país durante 42 años; protestas pro-LGBT ocurren en los Estados Unidos, con objetivos de los derechos de la homosexualidad en los Estados Unidos; El huracán Camille se convierte en el ciclón tropical más intenso en azotar Estados Unidos hasta 2005, matando a 259 personas en el sur de Estados Unidos; una estatua de Ho Chi Minh, que murió ese septiembre; un derrame de petróleo perturba la vida marina en la costa de California; Neil Armstrong y Buzz Aldrin se convierten en las primeras personas en pisar la Luna durante la misión Apolo 11.

Este año es recordado por producirse el aterrizaje del Apolo 11 en la Luna, primera vez que el ser humano llegaba al satélite.

## Acontecimientos

### Enero
- 4 de enero: España se retira definitivamente de Ifni.
- 5 de enero: en la ciudad de Derry (Irlanda del Norte), la guerra civil deja más de 100 heridos.
- 9 de enero: en Washington (Estados Unidos), el Instituto Smithsoniano muestra el arte del artista Winslow Homer durante seis semanas.
- 12 de enero: el grupo británico Led Zeppelin lanza su primer álbum, Led Zeppelin.
- 14 de enero: cerca de Hawái, una explosión en el portaaviones nuclear estadounidense USS Enterprise mata a 27 y hiere a 314.
- 15 de enero: la Unión Soviética lanza la nave Soyuz 5.
- 16 de enero: en el Metropolitan Museum of Art de Nueva York diez pinturas son vandalizadas.
- 18 de enero: en la plaza Wenceslas de Praga (Checoslovaquia) el estudiante Jan Palach se prende fuego como protesta por la invasión soviética a su país. Fallecerá tres días después.
- 20 de enero: en Washington (Estados Unidos), el republicano Richard Nixon toma posesión como presidente.
- 24 de enero: la dictadura de Franco dicta la ley marcial en Madrid. Se cierra la universidad y son arrestados más de 300 estudiantes.
- 27 de enero: en Bagdad (Irak) 14 personas (9 de ellos judíos) son ejecutados por espiar para Israel.
- 27 de enero: en Irlanda del Norte, el líder protestante Ian Paisley es encarcelado por tres meses por reuniones ilegales.
- 30 de enero: en Londres, los Beatles realizan su última actuación en público en el tejado de su empresa discográfica, Apple Records. El improvisado concierto fue interrumpido por la policía.

### Febrero
- 1 de febrero: la Cruz Roja Internacional reanuda los envíos a la región de Biafra.
- 3 de febrero: el Congreso Nacional Palestino nombra jefe de la OLP a Yaser Arafat, quien asume la jefatura el día siguiente.
  - 5 de febrero: en España se aplica un nuevo sistema protector de las pinturas de Altamira, que estaban degradándose a causa de la luz artificial.
- 5 de febrero: en Santa Bárbara (Estados Unidos), un escape de petróleo obliga a cerrar el puerto.
- 9 de febrero: en Everett (Estados Unidos), el piloto Jack Waddell hace el primer vuelo del Boeing 747-100 que duraría unos 75 minutos, conocido posteriormente como Jumbo.
- 13 de febrero: en Múnich (Alemania), los cirujanos Fritz Sebening y Wener Klinner, con el equipo quirúrgico de Rudolf Zenker, realizan el primer trasplante de corazón de la historia de ese país.
  - 13 de febrero: en Montreal (Canadá), terroristas de FLQ hacen estallar una bomba en la Bolsa de Valores.
- 20 de febrero: Rumania prohíbe en su territorio las maniobras del Pacto de Varsovia.
- 22 de febrero: en Asturias (España) 25 000 mineros se declaran en huelga.
  - 22 de febrero: en el cementerio de Collioure, en el 30.º aniversario de la muerte del poeta Antonio Machado, se reúnen numerosos poetas y escritores españoles en el exilio.
- 23 de febrero: en la isla indonesia de Célebes, un terremoto de 7,0 y un tsunami dejan más de 600 muertos.
- 24 de febrero: en los Estados Unidos se lanza la sonda Mariner 6 con destino a Marte.
- 28 de febrero: Un terremoto de 7,8 sacude el estrecho de Gibraltar, matando a 13 personas e hiriendo a 80.

### Marzo

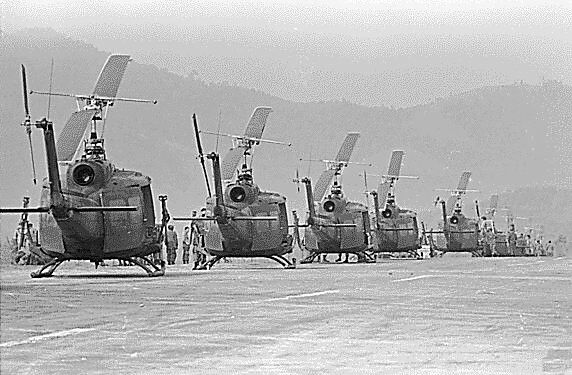
Helicópteros estadounidenses estacionados en el sur de Vietnam esperando entrar al ataque contra poblaciones civiles.

- 2 de marzo: sobre Toulouse, el Concorde realiza su primera prueba de vuelo.
- 3 de marzo: en los Estados Unidos se lanza el Apolo 9 para probar el módulo lunar en órbita terrestre.
- 3 de marzo: en los Estados Unidos, el palestino cristiano Sirhan Sirhan admite ante un tribunal en Los Ángeles que él asesinó a Robert F. Kennedy.
- 11 de marzo: en Venezuela, Rafael Caldera asume la presidencia por primera vez.
- 12 de marzo se estrena en los Estados Unidos la película Charro! protagonizada por Elvis Presley
- 16 de marzo: en Venezuela, el Vuelo 742 de Viasa con ruta Caracas-Maracaibo-Miami, se estrelló a los pocos minutos de despegar del Aeropuerto Grano de Oro de Maracaibo, falleciendo las 84 personas a bordo, 71 personas en tierra, dando el total de 155 muertos y 100 personas en tierra resultaron heridas.
- 17 de marzo: en Israel, Golda Meir se convierte en la primera mujer primera ministra.
- 18 de marzo: en Camboya, Estados Unidos comienza un bombardeo secreto.
- 19 de marzo: fuerzas británicas desembarcan en la isla de Anguila.
- 19 de marzo: en Emley Moor (Reino Unido) una torre de televisión de 385 m se cae debido a una tormenta de nieve.
- 20 de marzo: en Gibraltar se casan John Lennon y Yoko Ono.
- 28 de marzo: en Turquía, un terremoto de 6,6 deja 53 muertos.
- 29 de marzo: en Madrid se celebra el XIV Festival de la Canción de Eurovisión en el que vencen cuatro naciones: Reino Unido (con la cantante Lulu), Países Bajos (con la cantante Lenny Kuhr), Francia (con Frida Boccara) y España (con Salomé), este último convirtiéndose en el primer país en ganar dos veces consecutivas.
- 29 de marzo: En Etiopía, una serie de terremotos de 6,1 hasta el 5 de abril, dejan un saldo de 40 personas muertas y 160 heridos en la región Afar.
- 30 de marzo: en el circuito de La Sarthe, (Francia) fallece en accidente el piloto francés Lucien Bianchi.
- 31 de marzo: 
  - en Barroterán (México) explota la mina de carbón Guadalupe con un saldo de 153 muertos.
  - Un terremoto de 6,6 sacude la península del Sinaí en Egipto dejando varios muertos y heridos.

### Abril
- 1 de abril: en España, el Tribunal Supremo confirma la sentencia del TOP y condena a Néstor Luján a 8 meses de prisión por publicar una carta acerca del problema del idioma catalán.
- 4 de abril: en Estados Unidos, el Dr. Denton Cooley implanta el primer corazón artificial temporario.
- 9 de abril: la Universidad de Harvard (Estados Unidos) es tomada por cerca de 300  «Estudiantes por una Sociedad Democrática» para protestar contra la guerra de Vietnam. La policía hiere a 45 y arresta a 184.
- 24 de abril: en el área U2b del Sitio de pruebas atómicas de Nevada (a unos 100 km al noroeste de la ciudad de Las Vegas), a las 9:00 (hora local), Estados Unidos detona simultáneamente sus bombas atómicas Gourd-Amber (en un pozo artificial, a 181 metros de profundidad) y Gourd-Brown (en la superficie), de 0.8 y 19 kt respectivamente. Son las bombas n.º 617 y 618 de las 1132 que Estados Unidos detonó entre 1945 y 1992.
- 27 de abril: en Bolivia, el presidente en ejercicio René Barrientos Ortuño muere a causa de un accidente aéreo en su helicóptero. Le sucede en el cargo su vicepresidente Luis Adolfo Siles Salinas.
- 30 de abril: en el área U7p y U7t del Sitio de pruebas atómicas de Nevada (a unos 100 km al noroeste de la ciudad de Las Vegas), a las 9:00 (hora local), Estados Unidos detona sus bomba atómica Blenton (de 51 kilotones, a 558 metros de profundidad) y Thistle (de 38 kt, a 560 metros). Son las bombas n.º 619 y 620 de las 1132 que Estados Unidos detonó entre 1945 y 1992.

### Mayo
- 4 de mayo: En (Mendoza) (Argentina) Silo (Mario Rodríguez) da su primer arenga pública
- 10 de mayo: en Zap (Estados Unidos) se realiza el festival Zip to Zap, como un ensayo del concierto de Woodstock. La Guardia Nacional lo interrumpe y arresta a todos los espectadores.
- 10 de mayo: en el marco del comienzo de la guerra de Vietnam, Estados Unidos realiza la batalla de Dong Ap Bia (también conocida como la «colina Hamburguesa»).
- 13 de mayo: en Kuala Lumpur (Malasia) se realizan manifestaciones antirracistas.
- 14 de mayo: el coronel libio Muammar el Gadafi visita La Meca (Arabia Saudita).
- 16 de mayo: la sonda soviética Venera 5 transmite datos a la Tierra durante 53 minutos mientras desciende en paracaídas sobre la superficie del planeta Venus.
- 15 de mayo: se inaugura el segundo parque de atracciones de España (Parque de atracciones de Madrid)
- 17 de mayo: la sonda soviética Venera 6 desciende sobre la superficie de Venus. Envía información acerca de su atmósfera, antes de ser aplastada por la presión.
- 18 de mayo: en el marco del programa Apolo, se lanza el Apolo 10, con los astronautas Tom Stafford, Eugene Cernan y John Young. Se trata de un ensayo completo de aterrizaje sobre la Luna.
- 19-20 de mayo: la Legión Extranjera francesa llega a Kolwezi (Zaire) para rescatar a europeos en medio de la guerra civil.
- 20 de mayo: en California, helicópteros de la Guardia Nacional fumigan con polvo dermicida sobre manifestantes reunidos contra la guerra de Vietnam.
- 21 de mayo: en Rosario (Argentina) ―en el marco del Rosariazo contra el dictador Juan Carlos Onganía―, trabajadores y estudiantes repudian el asesinato (en manos de la policía) de un estudiante universitario en la ciudad de Corrientes. La marcha es violentamente reprimida por la policía, que asesina a otro estudiante.
- 22 de mayo: el módulo lunar del Apolo 10 vuela horizontalmente a 15,4 km de la superficie de la Luna.
- 23 de mayo: se estrena Tommy, la primera de las dos óperas-rock del grupo The Who.
- 24 de mayo: en Bogotá, Colombia inicia sus transmisiones la programadora Jorge Barón Televisión y en el mismo día sé emite El Show de Jorge Barón y su Estrella Invitada más actualmente conocido como El Show de las Estrellas es el programa musical más longevo de la televisión colombiana.
- 26 de mayo: 
  - en el autódromo Oulton Park (Inglaterra) fallece en accidente el piloto australiano Paul Hawkins.
  - el Apolo 10 retorna a la Tierra, después de un exitoso vuelo de ocho días, preparando el descenso humano en la Luna.
- 26 de mayo a 2 de junio: en el hotel Queen Elizabeth, de Montreal (Canadá), John Lennon y Yoko Ono llevan a cabo su famosa «encamada» (bed-in).
- 29 de mayo: en la ciudad de Córdoba (Argentina) comienza una insurrección obrera y estudiantil, conocida como el Cordobazo, que inicia la declinación de la dictadura de general Juan Carlos Ongania.
- 29 de mayo: en Moscú (Rusia) comienzan las visitas guiadas al Kremlin y otros sitios del gobierno.
- 30 de mayo: en Curazao una inmensa manifestación marca el comienzo de la lucha por los derechos civiles de los negros en la isla gobernada por Países Bajos.
- 30 de mayo: en Quito (Ecuador) inicia sus transmisiones TC Televisión, el tercer canal de ese país.

### Junio
- 1 de junio: en Montreal (Canadá), John Lennon graba Give Peace a Chance. La canción es el primer sencillo grabado solista por un Beatle. Se estrena bajo el nombre de Plastic Ono Band. Todavía se considera un himno a la paz.
- 2 de junio: en Ottawa (Canadá), abre sus puertas el Centro Nacional de las Artes.
- 2 de junio: en el mar del sur de China, el portaaviones australiano Melbourne (1945) choca con el destructor estadounidense Frank E. Evans. Mueren 74 marineros estadounidenses.
- 6 de junio: el gobierno español acuerda el cierre total de la frontera con Gibraltar
- 8 de junio: en las islas Midway se encuentran Richard Nixon (presidente de Estados Unidos) y Nguyen Van Thieu (presidente de Vietnam del Sur). Nixon anuncia que en septiembre se retirarán 25 000 soldados estadounidenses.
- 15 de junio: en Francia, Georges Pompidou es elegido presidente.
- 21 de junio: en Manresa nace Olga Pardillo
- 24 de junio: el Reino Unido y Rodesia rompen sus relaciones diplomáticas.
- 28 de junio: en el bar gay Stonewall Inn (Nueva York), un grupo de personas homosexuales y transexuales se resisten a ser detenidos en una redada de la policía. Comienzan los Disturbios de Stonewall, una serie de altercados en pro de los derechos civiles en los Estados Unidos. En este día se celebra en todo el mundo el Día del Orgullo Gay.
- 29 de junio: en Perú, el presidente Juan Velasco Alvarado decreta la reforma agraria en el país y pone fin a la poderosa oligarquía terrateniente.

### Julio

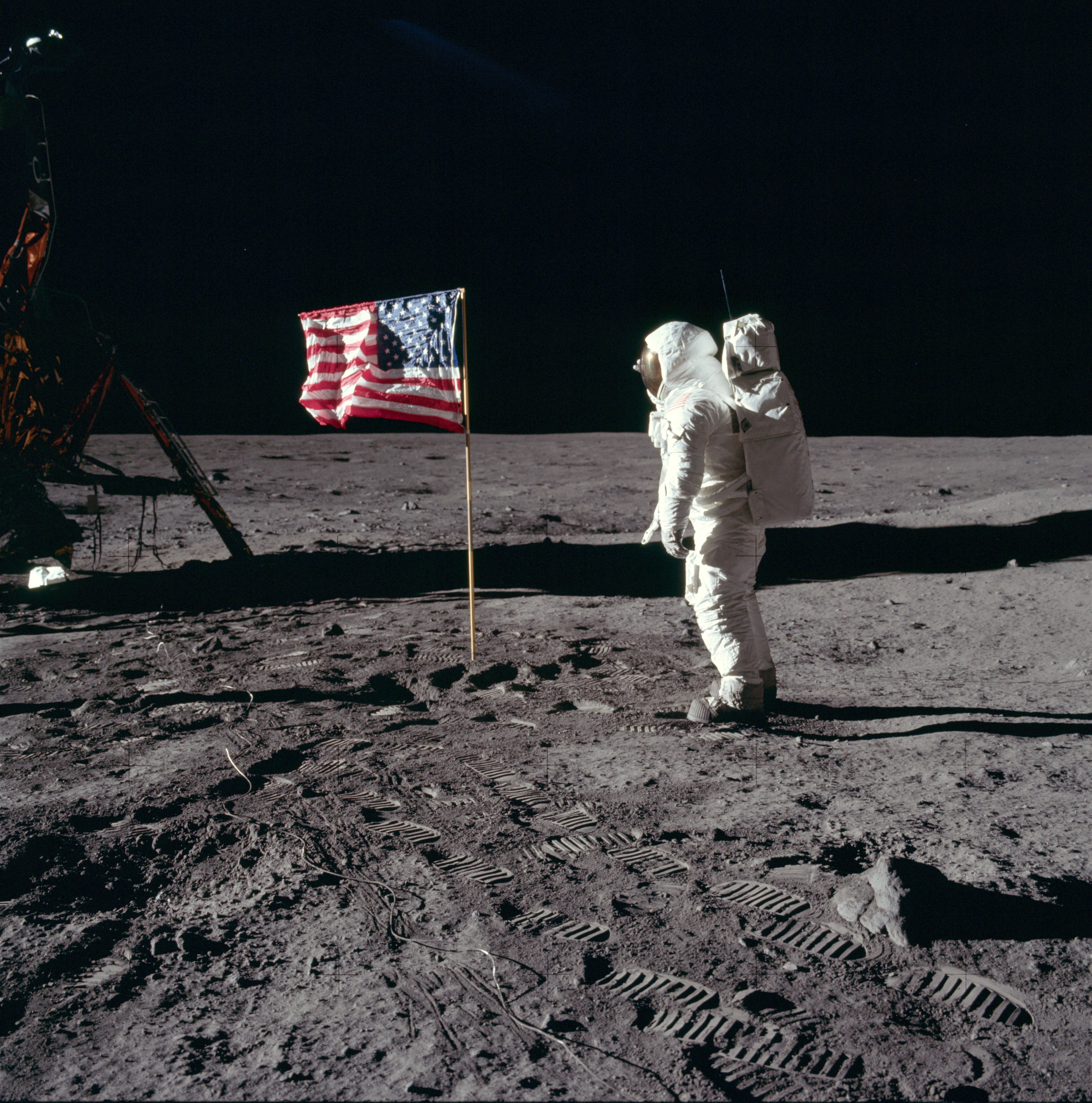
21 de julio. El astronauta estadounidense Buzz Aldrin saluda a la bandera de su país en la Luna.

- 13 de julio: la Unión Soviética lanza la sonda lunar Luna 15, que fallará en su intento de alunizaje suave.
- 14 de julio: El Salvador y Honduras declaran la Guerra de la Legítima Defensa.
- 16 de julio: en el marco del programa Apolo, Estados Unidos envía al espacio al Apolo 11, la primera misión tripulada que descenderá en la superficie de la Luna.
- 18 de julio: en Chappaquiddick Island (Massachusetts), Edward M. Kennedy se cae de un puente mientras retornaba a su hogar desde una fiesta. Fallece su acompañante Mary Jo Kopechne, promotora de la campaña de su hermano.
  - en China, un terremoto de 7,4 deja 10 muertos.
- 21 de julio: el comandante Neil Armstrong se convierte en el primer ser humano que pisa la superficie de la Luna, a las 02:56 (hora internacional UTC), al sur del Mar de la Tranquilidad (Mare Tranquilitatis). Neil Armstrong y Buzz Aldrin (de la misión Apolo 11) caminan por la superficie lunar.
- 22 de julio: el dictador español Francisco Franco designa a Juan Carlos de Borbón como su sucesor en la jefatura del Estado español.
- 26 de julio: Un terremoto de 6,4 sacude la ciudad china de Yangjiang destruyendo miles de hogares y causando la muerte de 3.000 personas.
- 27 de julio: fallece en accidente el piloto mexicano Moisés Solana Arciniega.
- 30 de julio: en el marco de la guerra de Vietnam, el presidente Richard M. Nixon realiza una visita no programada a Vietnam del Sur, para encontrarse con el presidente Nguyen Van Thieu y con los comandantes militares.
- 31 de julio: desde Las Vegas, Nevada, el recién construido Hotel International, acoge con la mayor sala de asistentes (2200 personas), la vuelta a los escenarios de Elvis Presley, después de toda una década dedicado a hacer películas para Hollywood.

### Agosto
- 8 de agosto: a las 11:35, en un paso de cebra de Londres, el fotógrafo Iain Macmillan (1938‑2006) pasa 10 minutos montado sobre una escalera para tomar seis fotografías de los miembros de la banda británica The Beatles ―George Harrison, Paul McCartney, Ringo Starr y John Lennon― cruzando la calle (mientras un policía de tránsito paraba el tráfico). McCartney analizará las seis fotos con una lupa hasta decidir que la quinta sería la icónica fotografía que se convertirá en la imagen de portada del álbum Abbey Road.

Fotografía promocional de Sharon Tate tomada en mayo de 1969, tres meses antes de su asesinato.

- 9 de agosto: en una lujosa casa en Cielo Drive 10050, 4,8 km al noreste de la Universidad de California en Los Ángeles, la secta denominada Familia Manson asesina a cinco personas, entre ellas la actriz Sharon Tate (26), esposa del director Roman Polanski y embarazada de ocho meses y medio.
- 13 de agosto: serios choques fronterizos entre la Unión Soviética y China.
- 13 al 23 de agosto: Juegos del Pacífico Sur 1969 en Puerto Moresby, Papúa Nueva Guinea.
- 14 de agosto: a 207 y 213 metros bajo tierra, en el campo de pruebas de Nevada (102 km al noroeste de la ciudad de Las Vegas), a las 6:30 hora local, Estados Unidos detona las bombas atómicas Spider 1 y Spider 2 (de 1 kilotón cada una). Son las bombas 629 y 630 de las 1131 que Estados Unidos hizo detonar entre 1945 y 1992.
- 14 de agosto: tropas británicas desembarcan en Irlanda del Norte.
- 15 al 18 de agosto: en el poblado de Bethel, Nueva York, comienza el Festival de Woodstock, que con una afluencia de 400 000 espectadores se convirtió en un hito para la cultura contemporánea.
- 17 de agosto: el huracán Camila (de categoría 5) golpea la costa del Misisipi, matando 248 personas y causando 1500 millones de dólares estadounidenses en daños.
- 21 de agosto: en la ciudad de Jerusalén (Palestina), un turista australiano, Michael Dennis Rohan, incendia la Mezquita de Al-Aqsa, de la Explanada de las Mezquitas.[1]
- 28 de agosto: en Bogotá (Colombia) la división de televisión de Caracol Radio, se separa del resto de la cadena radial para formar la programadora, hoy canal privado, Caracol Televisión.
- 30 de agosto: en Bolivia se inaugura la televisión, junto a la cadena televisiva estatal Bolivia TV, siendo este el primer canal en todo el país.
- 31 de agosto: Rocky Marciano ―el campeón mundial de boxeo de pesos pesados (1952-1956)― muere en un accidente de aviación.[2]

### Septiembre
- 1 de septiembre: en Libia, el coronel Muammar al-Gaddafi derroca al rey Idris.
- 4 de septiembre: en la Ciudad de México se inaugura el Metro con un tramo de 12.66 km en 16 estaciones entre las estaciones Chapultepec y Zaragoza.Un tren MP-68 con pasajeros al interior, en el primer día de operaciones del Metro de la Ciudad de México el 5 de septiembre de 1969.

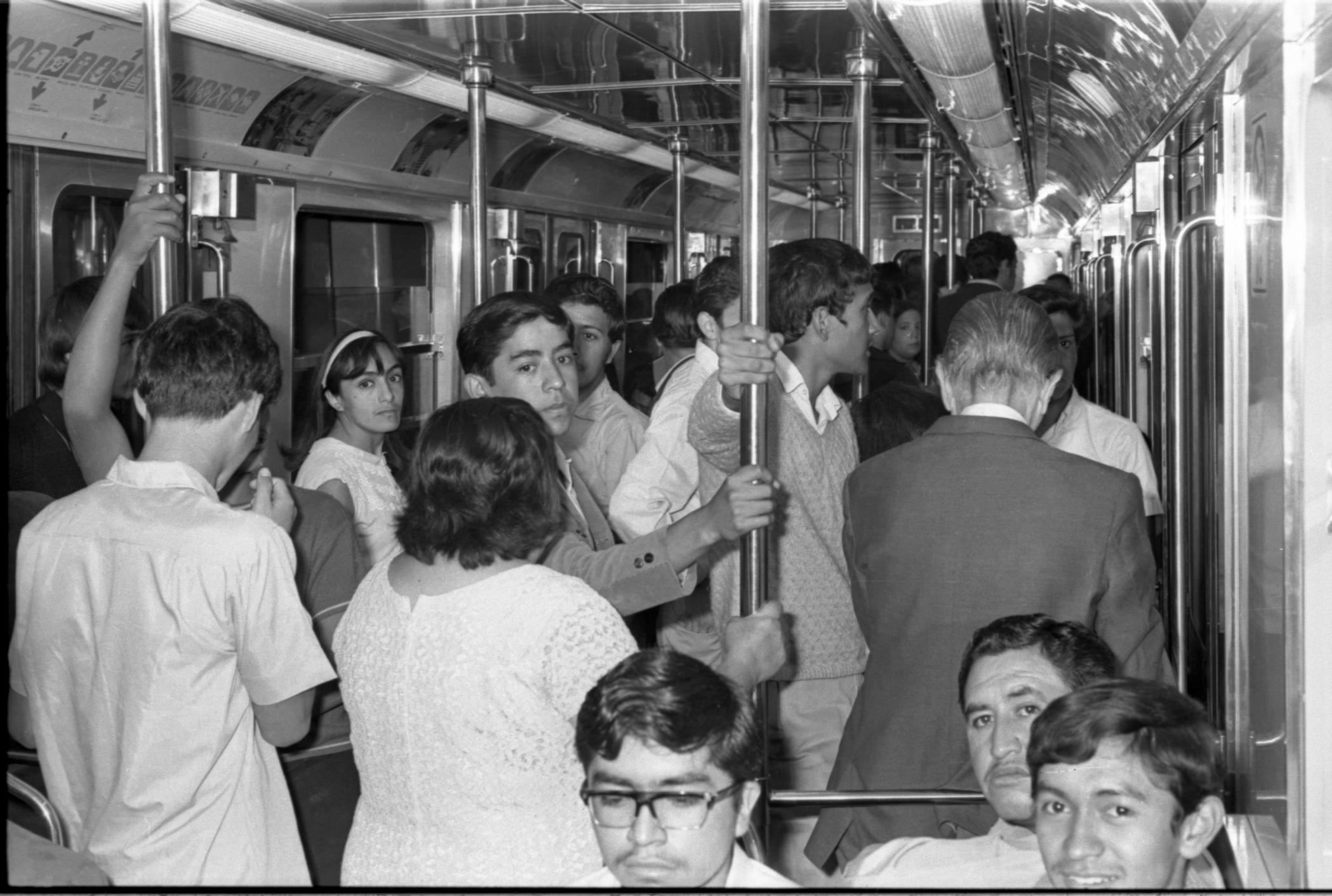
Un tren MP-68 con pasajeros al interior, en el primer día de operaciones del Metro de la Ciudad de México el 5 de septiembre de 1969.

- 18 de septiembre: empiezan en Santiago las transmisiones oficiales de Televisión Nacional de Chile.
- 26 de septiembre: en Bolivia, Alfredo Ovando Candia asume la presidencia del país, después de darle un golpe de Estado al expresidente Luis Adolfo Siles Salinas
- 26 de septiembre: en Londres, el grupo de rock The Beatles lanza el álbum Abbey Road.
- 26 de septiembre: se estrena la serie The Brady Bunch, protagonizada por Robert Reed y Florence Henderson.
- 29 de septiembre: En la ciudad sudafricana de Tulbagh, un terremoto de 6,3 deja un saldo de 12 muertos.

### Octubre
- 1 de octubre: el Concorde rompe por primera vez la barrera del sonido.
- 1 de octubre: en el área U3hk3 del Sitio de pruebas atómicas de Nevada (a unos 100 km al noroeste de la ciudad de Las Vegas), a las 6:30 (hora local) Estados Unidos detona tres bombas atómicas en tres hoyos diferentes a 118 metros bajo tierra: Seaweed-1, Seaweed-2 y Seaweed-3, de menos de 20 kt cada una. Son las bombas n.º 638, 639 y 640 de las 1131 que Estados Unidos detonó entre 1945 y 1992.
- 1 de octubre: en la ciudad de Santa Rosa, California dos terremotos de 5,6 y 5,7 dejan un fallecido y daños en edificios estimados en 8,3 millones de dólares.
- 2 de octubre: a 1220 m bajo tierra, en la isla Amchitka (en Alaska), a las 11:06 (hora local) Estados Unidos detona su bomba atómica n.º 641, Milrow ―que originalmente había sido bautizada Gañsha (‘marihuana’ en hindi) hasta que alguien en el Departamento de Estado se dio cuenta e hizo cambiar el nombre―, de 1000 kt.
- 8 de octubre: a 625 metros bajo tierra, en el área U20b del Sitio de pruebas atómicas de Nevada (a unos 100 km al noroeste de la ciudad de Las Vegas), a las 6:30 (hora local) Estados Unidos detona su bomba atómica Pipkin, de 200 kt. Es la bomba n.º 642 de las 1131 que Estados Unidos detonó entre 1945 y 1992.
- 12 de octubre: en Dearborn (estado de Míchigan), una llamada anónima al diyéi Russ Gibb, de la radio WKNR-FM, afirma que el beatle Paul McCartney está muerto, dando origen a una conocida leyenda urbana.
- 15 de octubre: en todas las ciudades importantes de Estados Unidos, cientos de miles de personas realizan manifestaciones contra la guerra de Vietnam.
- 15 de octubre: en Somalia, tras el fallecimiento del presidente Abdirashid Ali Shermake asciende al poder el dictador Mohamed Siad Barre.
- 17 de octubre: en los Laboratorios Bell (Estados Unidos), Willard S. Boyle y George Smith inventan el sensor CCD. Treinta años más tarde, esta tecnología se utilizará en todas las cámaras digitales.
- 21 de octubre: en Pekín (China) comienza a funcionar el metro.
- 21 de octubre: en Chile, el general Roberto Viaux se acuartela en el regimiento Tacna, en lo que sería conocido como Tacnazo.
- 21 de octubre: en Alemania Occidental, Willy Brandt es elegido canciller.
- 26 de octubre: Un terremoto de 6,1 deja 15 fallecidos en la ciudad de Banja Luka en Bosnia y Herzegovina.
- 29 de octubre: en los Estados Unidos se envía el primer mensaje a través de ARPANET, el prototipo de Internet.
- 31 de octubre: se inaugura la empresa Wal-Mart.

### Noviembre
- 10 de noviembre se estrena en Estados Unidos la película Change of Habit protagonizada por Elvis Presley, señalada por lacrítica como una de las mejores actuaciones de Elvis en el cine. Históricamente fue la primera película donde se tocó el tema del autismo.
- 10 de noviembre: primera emisión de la versión estadounidense de Barrio Sésamo.
- 12 de noviembre: el periodista investigador independiente Seymour Hersh descubre la historia de la masacre de My Lai, cometida por soldados estadounidenses en la guerra de Vietnam.
- 14 de noviembre: Estados Unidos lanza el Apolo 12, la segunda misión tripulada que caminó sobre la Luna.
- 15 de noviembre: en el mar de Barents, en el marco de la Guerra Fría, el submarino soviético K-19 choca con el submarino estadounidense USS Gato.
- Dave Thomas funda por primera vez Wendy's.
- 15 de noviembre: en Washington D. C., medio millón de manifestantes realizan una demostración pacífica contra la guerra, en la “Marcha contra la Guerra”.
- 15 de noviembre: en el Reino Unido comienza la transmisión de televisión en color.
- 19 de noviembre: en Brasil, Pelé marca su gol número mil en el partido entre Club de Regatas Vasco da Gama y Santos Futebol Clube.
- 19 de noviembre: el diario Cleveland Plain Dealer publica fotografías explícitas de civiles vietnamitas asesinados por los soldados estadounidenses en la masacre de My Lai, en Vietnam.
- 21 de noviembre: se establece el primer enlace de ARPANET (la primera Internet) entre las universidades de Standford y la UCLA.
- 24 de noviembre: el Apolo 12 ameriza en el Océano Pacífico, finalizando la segunda misión tripulada a la Luna.
- 25 de noviembre: John Lennon devuelve su medalla de Miembro del Imperio Británico, como protesta por el apoyo del Gobierno británico a la guerra de Vietnam.
- 29 de noviembre: en Buenos Aires, el grupo de rock argentino Almendra ―liderado por Luis Alberto Spinetta (1950-2012)― lanza su primer disco, Almendra.

### Diciembre
- 2 de diciembre: en un aula de la Universidad Nacional Agraria La Molina (Perú), se suicida el escritor y antropólogo peruano José María Arguedas.
- 4 de diciembre: en los Estados Unidos, 14 policías asesinan a dos miembros de Black Panther Party (Fred Hampton y Mark Clark) mientras estos duermen.
- 5 de diciembre: en un túnel a 419 metros bajo tierra, en el área U12e.11 del Sitio de pruebas atómicas de Nevada (a unos 100 km al noroeste de la ciudad de Las Vegas), a las 9:00 (hora local) Estados Unidos detona su bomba atómica Diésel Train, de 20 kt. Es la bomba n.º 655 de las 1131 que Estados Unidos detonó entre 1945 y 1992.
- 10 de diciembre: en dos pozos separados (a 155 metros uno del otro) a 134 metros de profundidad, en las áreas U3hia y U3hib del Sitio de pruebas atómicas de Nevada (a unos 110 km al noroeste de la ciudad de Las Vegas), a las 7:00 (hora local), Estados Unidos detona simultáneamente sus bombas atómicas n.º 656 y 657: Culantro-1 y Culantro-2 (ambas de menos de 20 kt cada una). Media hora después ―a las 7:30 (hora local)― en cuatro pozos separados (a 190 metros uno del otro) a 194 y 256 metros de profundidad, en el área U10am, se detonan simultáneamente las bombas atómicas Tun-1, Tun-2, Tun-3 y Tun-4 (de 2.5, 2, 2 y 3 kt respectivamente). Son las bombas n.º 658 a 661 de las 1131 que Estados Unidos detonó entre 1945 y 1992.
- 12 de diciembre: en Milán (Italia), un agente de la CIA llamado David Carrett realiza el atentado de Piazza Fontana para frenar el avance del Partido Comunista Italiano. Sin embargo, este será el detonante de la creación del grupo terrorista de izquierda Brigadas Rojas.
- 20 de diciembre: en Egipto, Nasser nombra vicepresidente a Anwar el Sadat.
- 22 de diciembre: en Londonderry (Irlanda del Norte) Bernadette Devlin, miembro de la Cámara de los Comunes del Reino Unido, es condenada a seis meses de prisión, acusada de participar en los desórdenes del mes de agosto pasado.
- 24 de diciembre: en Kinshasa (RD Congo) se forma el grupo musical Zaïko Langa Langa.

### Sin fecha
- Entra por primera vez el VIH a Estados Unidos, desde Haití.[3]
- Entre julio y septiembre se termina de crear el sistema Unix con el nombre de Unics (por Multics).
- Nace el movimiento juvenil Skinhead, siendo aún apolíticos.
- The Winstons lanza su hit Color Him, Father, en cuya cara-B se halla la canción Amen, Brother, objeto de numerosos muestreos.
- Se incluye la W en la Ortografía española.

## Nacimientos

### Marzo
- 31 de marzo: Matthew Dillahunty, orador público ateo y personalidad de internet estadounidense.
- 31 de marzo: Diego Korol, comediante argentino.
- 31 de marzo: Nyamko Sabuni, política sueca.
- 31 de marzo: Steve Smith, baloncestista estadounidense.

### Junio
- Nicodemo Gentile, abogado, escritor y personalidad televisiva italiana.

### Agosto
- 1 de agosto: 

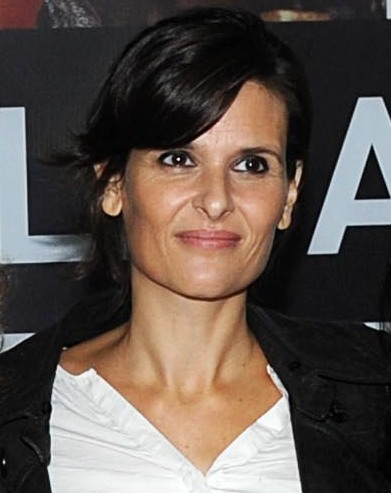
Ana Celentano

  - Ana Celentano, actriz argentina de cine y televisión.
  - Teresa Hales, actriz chilena de cine, teatro y televisión, conocida principalmente por su voz.
- 2 de agosto: 
  - Fernando Couto, futbolista portugués.
  - Angélica Rivera, actriz mexicana.

- 3 de agosto: 

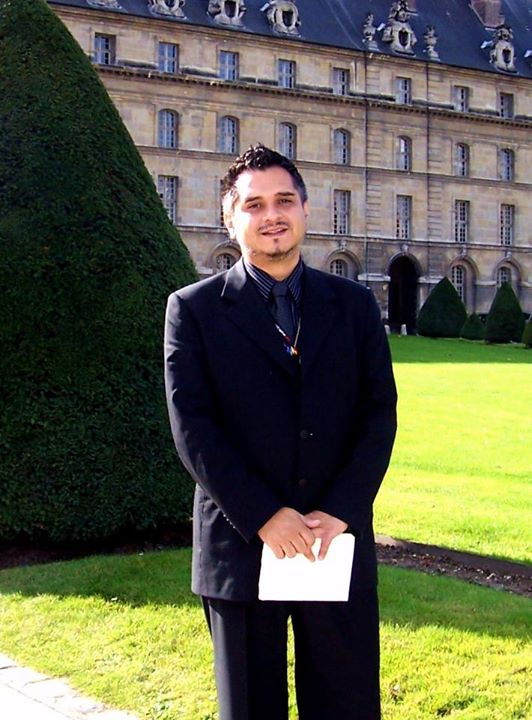
Jorge López Sologaistoa

  - Andrés Delgado Calderón, alpinista mexicano.
  - Jorge López Sologaistoa, activista guatemalteco defensor de los derechos de la comunidad LGTBI y de quienes realizan trabajo sexual.
- 4 de agosto: Max Cavalera, músico brasileño, de la banda Sepultura.
- 5 de agosto: Paola Volpato, actriz chilena de teatro y televisión.
- 6 de agosto: 
  - Manu Carreño, presentador español de radio y televisión.
  - Álvaro Enrigue, escritor mexicano.
  - Alejandro Maclean, productor español de televisión y piloto acrobático (f. 2010).
- 7 de agosto: Alekséi Sultánov, pianista de conciertos ruso de origen Uzbekistaní (f. 2005).
- 8 de agosto: Pamela Marie Pennington, microbióloga e investigadora guatemalteca.
- 9 de agosto: 
  - Alfred Llahí Segalàs, periodista y presentador de televisión andorrano.
  - Paloma Tortajada, periodista española (f. 2019).

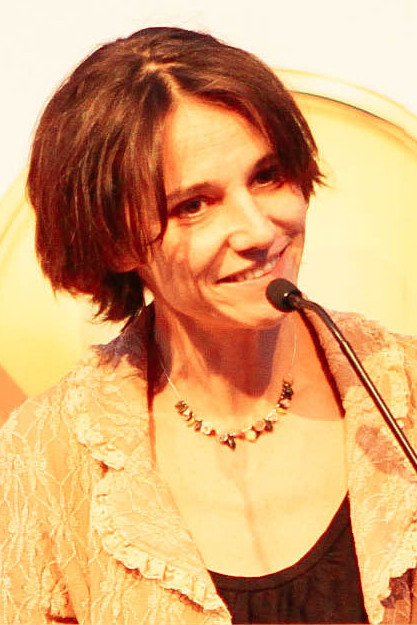
Aline Kuppenheim

- 10 de agosto: Aline Kuppenheim, actriz chilena de teatro, cine y televisión, de ascendencia francesa.
- 12 de agosto: 
  - Lucho Cáceres, actor peruano.
  - Israel Jaitovich, comediante mexicano.
  - Irma Poma Canchumani, artista tradicional peruana.
  - Tanita Tikaram, cantante y compositora inglesa cuyo estilo musical mezcla el pop y el folk.
- 14 de agosto: 
  - David Almandoz, actor peruano.
  - Tracy Caldwell Dyson, química y astronauta estadounidense de la NASA.
  - Miquel Martín i Serra, escritor español en lengua catalana.
  - Alejandra Procuna, actriz mexicana.
  - Gustavo Ángel, actor colombiano.
- 15 de agosto: Jorge López, actor colombiano de televisión, cine y teatro.
- 16 de agosto: Daniela Escobar, actriz brasileña.
- 17 de agosto: 
  - Maru Botana, cocinera y conductora de televisión argentina.
  - Daniela Castro, actriz y cantante mexicana.
  - Donnie Wahlberg, actor, cantante y productor estadounidense.
  - Christian Laettner, jugador estadounidense de baloncesto.
  - Hollman Morris, periodista, productor, director de televisión, escritor y político colombiano.
- 18 de agosto: 
  - Cintia Bolio, caricaturista mexicana.
  - Fernando del Rincón, periodista, presentador de televisión y locutor de radio mexicano.
  - Edward Norton, actor, guionista, productor y cineasta estadounidense.
  - Christian Slater, actor estadounidense.

- 19 de agosto: 

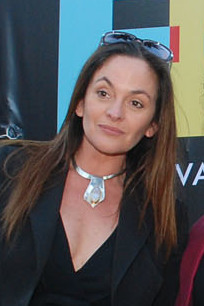
Catalina Guerra

  - Nate Dogg, cantante estadounidense (f. 2011).
  - Catalina Guerra, actriz chilena de teatro, cine y televisión.
  - Pablo Pérez Álvarez, abogado y políticio venezolano, gobernador del Estado Zulia.
  - Matthew Perry, actor estadounidense (f. 2023).
- 20 de agosto: Karina Calmet, actriz, reina de belleza, presentadora de televisión, atleta y empresaria peruana.
- 21 de agosto: 
  - Antonio Carbonell, cantante y compositor español.
  - Ángel Xolocotzi Yáñez, filósofo mexicano.
- 23 de agosto: 
  - Edgar Bastidas, tenor lírico spinto venezolano.
  - Alexandra Moreno Piraquive, política colombiana.
- 24 de agosto: Pierfrancesco Favino, actor italiano.
- 25 de agosto: Joaquín Doldán, escritor, dramaturgo, actor y odontólogo Uruguayo.
- 26 de agosto: Jorge Sanz, actor español.

- 27 de agosto: 

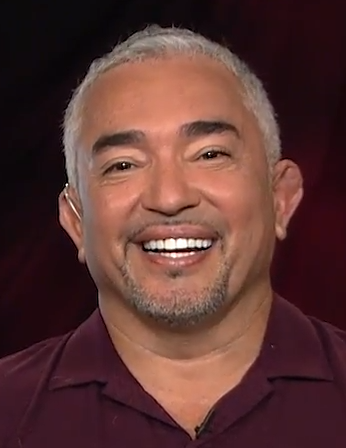
César Millán

  - Karen Doggenweiler, periodista y presentadora de televisión chilena.
  - César Millán, entrenador canino mexicano-estadounidense.
  - Inés María Zabaraín, presentadora, periodista y comunicadora social colombiana.

- 28 de agosto: 

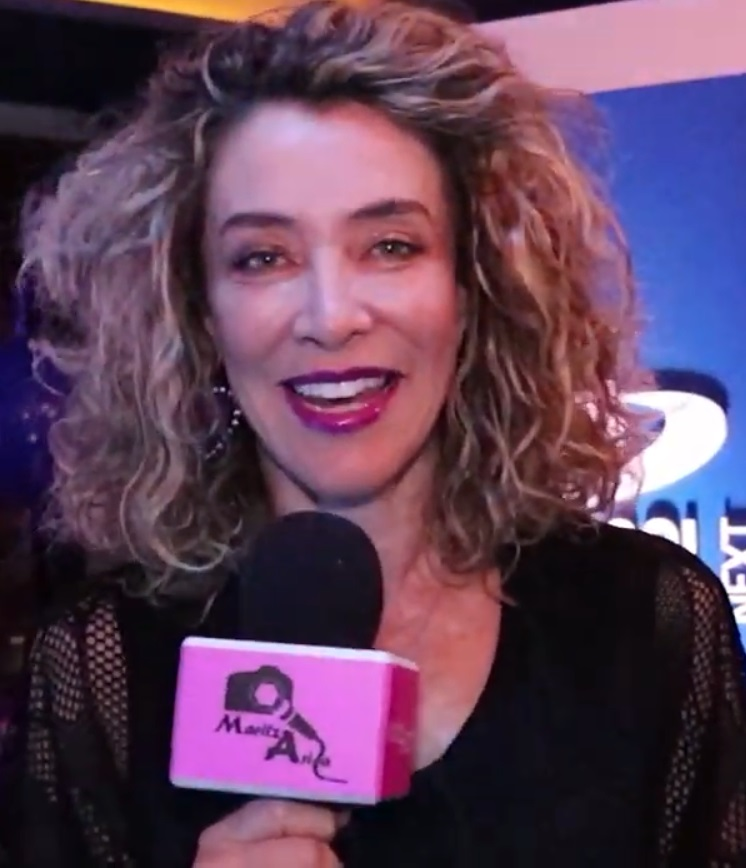
Marcela Carvajal

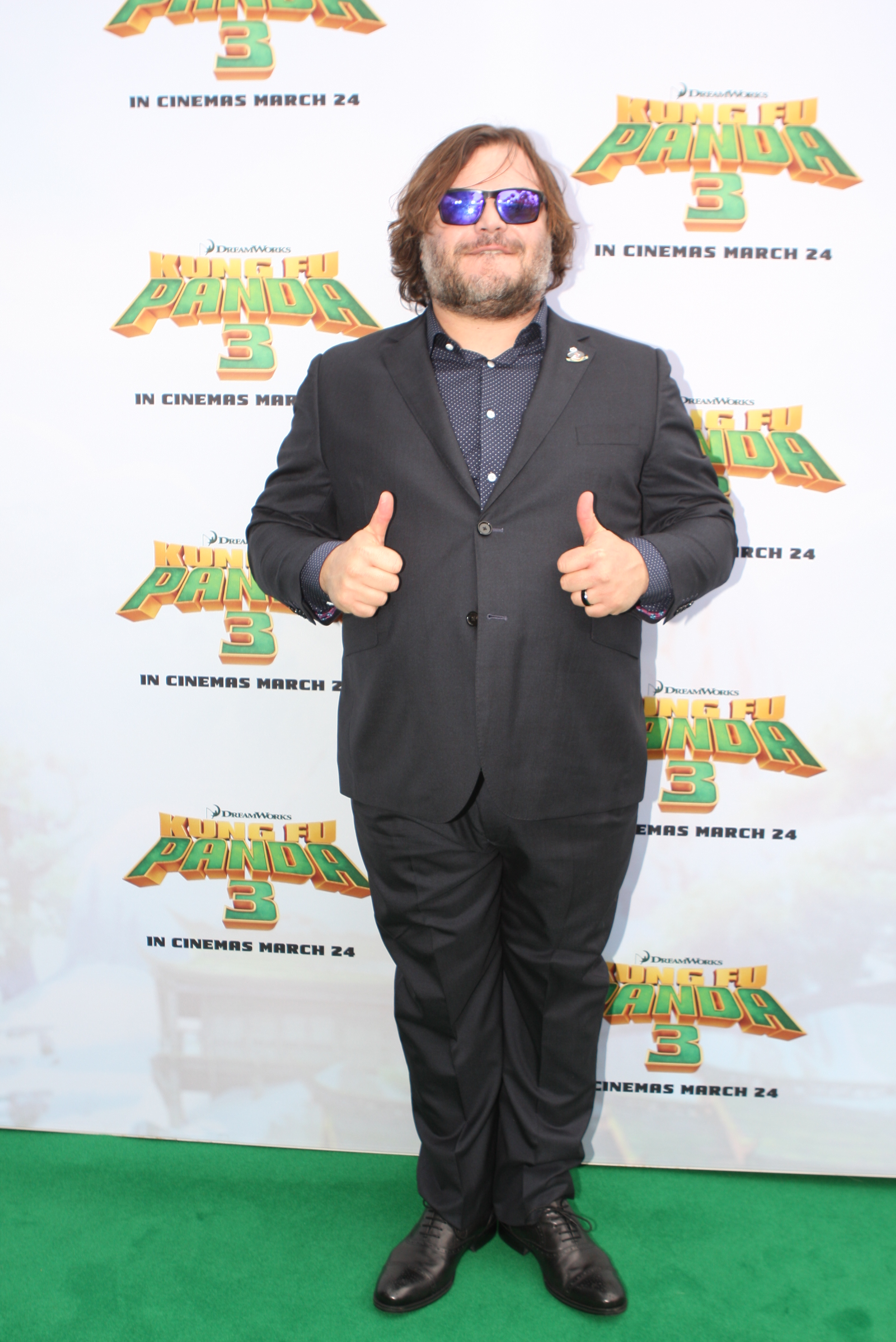
Jack Black

  - Marcela Carvajal, actriz y directora colombiana.
  - Luis Chaves, poeta costarricense.
  - Jason Priestley, actor canadiense.
  - Jack Black, actor, cómico y músico estadounidense.

- 29 de agosto: 

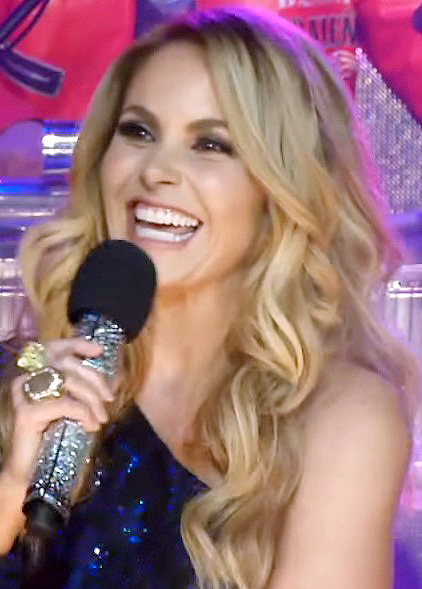
Lucero

  - Lucero, actriz, cantante y conductora mexicana.
  - Aliuska López, atleta cubana.
- 30 de agosto:
  - Sara Ahmed, profesora y escritora británica.
  - Rossana San Juan, actriz mexicana.
- 31 de agosto: 
  - Fabián Corrales, cantante y compositor colombiano de música vallenata.
  - Adrián Subotovsky, guitarrista neoclásico argentino.

### Septiembre
- 1 de septiembre: 
  - Armando Araiza, actor mexicano de cine y televisión.
  - Francisco Javier Labandón Pérez, conocido como El Arrebato, cantautor español de rumba-pop y flamenco.
  - Guillermo Lobo, locutor y periodista argentino especializado en temas científicos, médicos y ambientales.
- 2 de septiembre: María Díaz, "María la Vikinga", actriz española.
- 3 de septiembre: Enrique Jiménez Corominas, historietista e ilustrador español.
- 4 de septiembre: 
  - Ramón Dekkers, luchador neerlandés de muay thai (f. 2013).
  - Noah Taylor, actor británico.
- 5 de septiembre: 
  - Jaume Collboni, político español.
  - Leonardo Nascimento de Araújo, futbolista, entrenador y dirigente deportivo brasileño.
- 6 de septiembre: CeCe Peniston, cantante estadounidense.
- 7 de septiembre: 
  - Rudy Galindo, patinador artístico mexicano.
  - Francesc Garrido, actor español de teatro, televisión y cine.
  - Mine Kawakami, pianista y compositora japonesa.
- 8 de septiembre: 
  - César Morado Macías, historiador y catedrático mexicano.
  - Gary Speed, futbolista y entrenador británico (f. 2011).
- 9 de septiembre: Jorge Enrique González Pacheco, poeta, escritor y profesional de la industria del cine cubano.
- 10 de septiembre: David Trueba, cineasta español.
- 11 de septiembre
  - Jorge Majfud, novelista, ensayista y profesor universitario uruguayo-estadounidense.
  - Valia Barak, periodista y presentadora de televisión peruana.

- 12 de septiembre: 

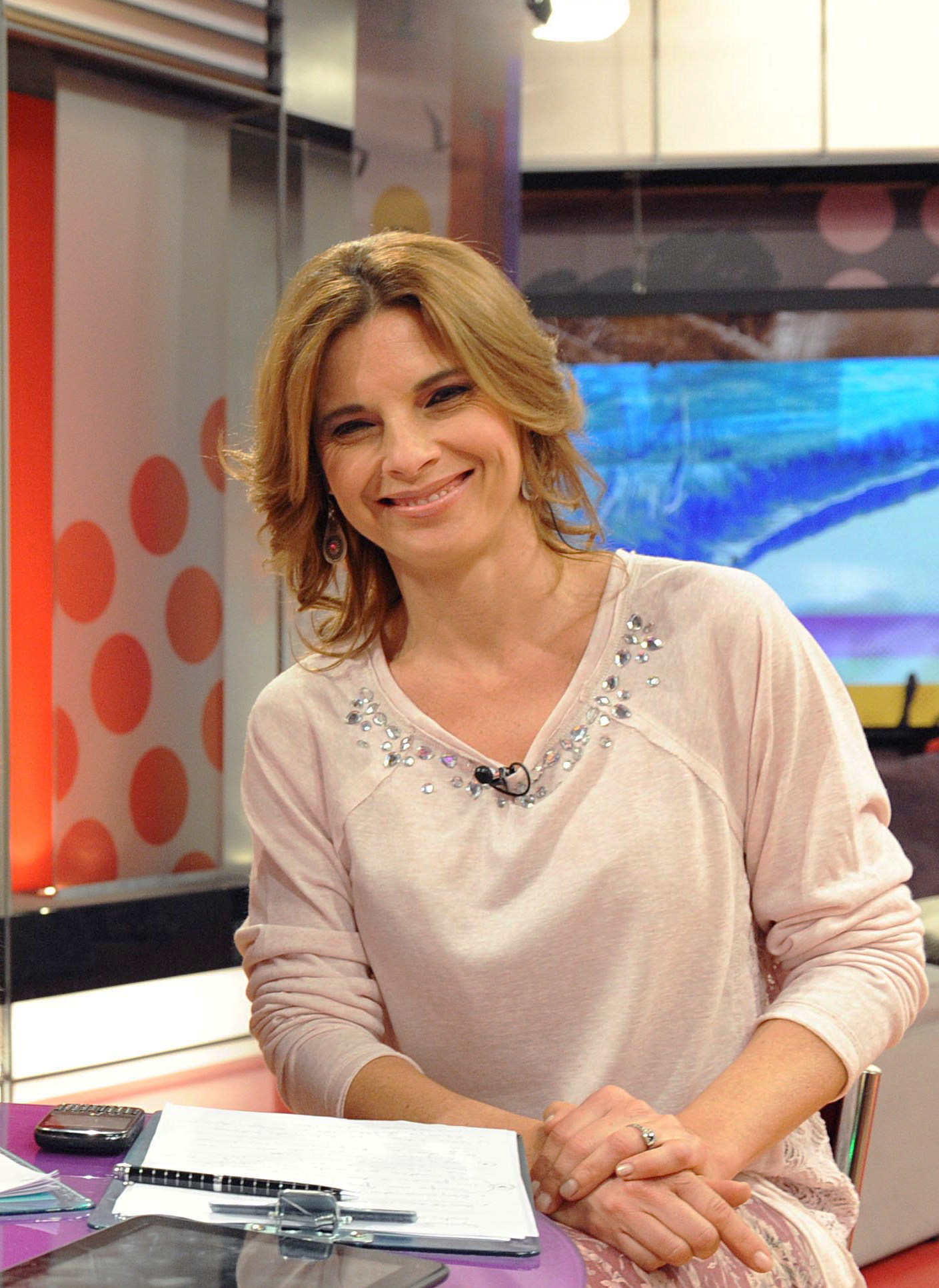
Mariana Carbajal

  - Ángel Cabrera, golfista argentino.
  - Mariana Carbajal, periodista argentina.
- 13 de septiembre: 
  - Lina Gálvez, historiadora económica española, especialista en economía feminista.
  - Alicia Ramos, cantautora, articulista y escritora LGBT española.
- 14 de septiembre: 
  - Giuseppe Campuzano, filósofo, investigador, artista multidisciplinar y activista travesti peruano.
  - Paulina Gálvez, actriz chileno-española.
  - Paula Noya, artista visual española, poliédrica y multidisciplinar.
  - Javier Rebollo, director de cine, guionista, productor, profesor, conferenciante y performer,
- 15 de septiembre: 
  - Márcio Santos, futbolista brasileño.
  - Juan Carlos Garvayo, pianista y poeta español.
- 16 de septiembre: 
  - Hernán Cristante, futbolista argentino.
  - Lola Soler Blánquez, educadora social española (f. 2003).
  - Carlos Tarque, cantante español.
- 17 de septiembre: Sonia Tessa, periodista argentina.
- 18 de septiembre: Rafael Araneda, presentador de televisión chileno.
- 19 de septiembre: 
  - Candy Dulfer, saxofonista neerlandesa.
  - Conchita Franqui, cantante lírica cubana.
  - Dany Saadia, productor de pódcast, cineasta, guionista, matemático y empresario mexicano.
  - Kostya Tszyu, boxeador ruso-australiano.
  - Tapio Wilska, cantante finlandés.
- 20 de septiembre: 
  - Victorino Antilef, educador y político mapuche chileno.
  - Gustavo Llull, músico argentino, pianista, compositor e intérprete.
- 21 de septiembre: 
  - Pablo Echarri, actor argentino.
  - Patricio Fernández, escritor, periodista, analista político chileno.
  - Irene Perez Perez, escultora venezolana.
- 22 de septiembre: 
  - Jessica Clark Cohen, publicista y escritora costarricense.
  - Toto Vega, actor colombiano (f. 2022).
- 23 de septiembre: Néstor Flores Fica, publicista y escritor chileno.
- 24 de septiembre: 
  - Alejandra Dorado, artista y diseñadora gráfica boliviana.
  - Zainab Salbi, escritora y activista por los derechos de las mujeres iraquíes.
  - Amparo Sánchez, cantante, compositora, música, escritora y productora española pionera del mestizaje musical.
  - Goya Toledo, actriz y modelo española.
- 25 de septiembre: 
  - Hal Sparks, actor estadounidense.
  - Catherine Zeta-Jones, actriz británica.

- 26 de septiembre: 

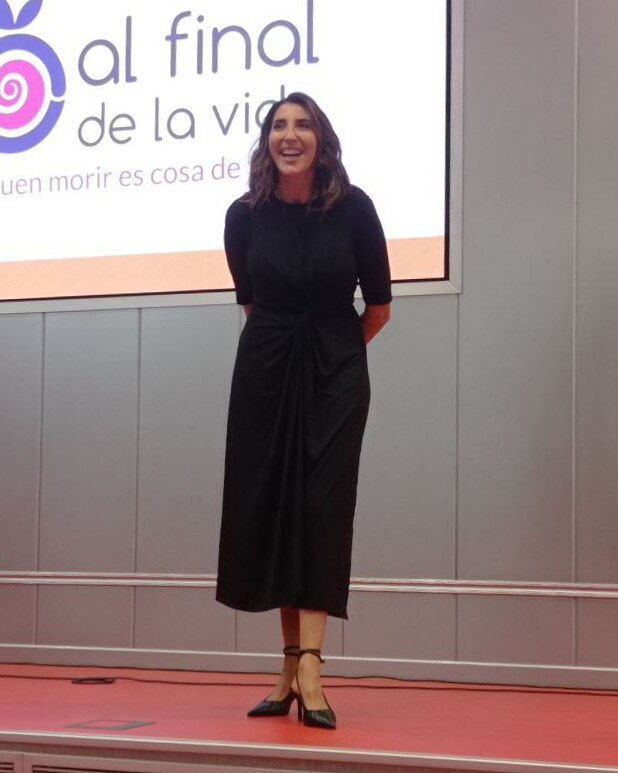
Paz Padilla

  - Paz Padilla, actriz, humorista, presentadora y empresaria española.
  - David Slade, director de cine y televisión británico.
- 27 de septiembre: 
  - Edgardo Armando Franco "El General", cantante panameño.
  - Cirenaica Moreira Díaz, fotógrafa y artista cubana.
- 28 de septiembre: 
  - Pedro Fernández, actor y cantante mexicano de música ranchera.
  - Piper Kerman, escritora de memorias estadounidense.

- 29 de septiembre: 

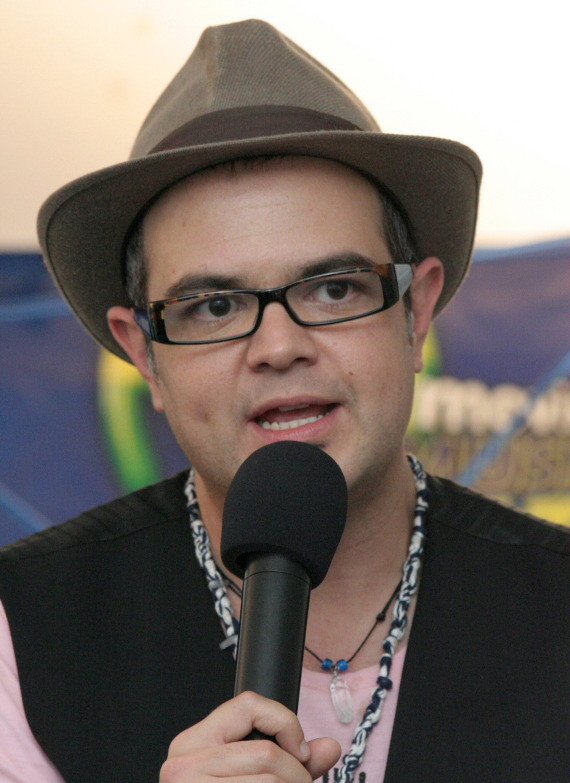
Aleks Syntek

  - O. J. Brigance, exjugador estadounidense de fútbol americano, enfermo de ELA.
  - Violeta Dávalos, cantante de ópera cuya tesitura fue soprano lírico-spinto (f. 2021).
  - Erika Eleniak, actriz y playmate estadounidense.
  - Aleks Syntek, músico y cantante mexicano.
  - Eddy Vásquez, locutor y presentador panameño.
- 30 de septiembre: 
  - Cristina Plazas, actriz española.
  - Silas Weir Mitchell, actor estadounidense.

### Octubre
- 1 de octubre: 
  - Jorge Aravena, actor peruano-venezolano.
  - Zach Galifianakis, actor y comediante estadounidense.
  - Alfonso Galindo Hervás, profesor, filósofo político y ensayista español.
  - Susana Martínez-Conde, neurocientífica1 y escritora española.
  - Marcus Stephen, presidente nauruano.
- 2 de octubre: Yuka Tokumitsu, actriz de voz japonesa.
- 3 de octubre: 
  - Lorenzo Antonio, cantautor mexicano-estadounidense.
  - César Heinrich, periodista español.
  - Tetsuya Ogawa, bajista japonés, de la banda L'Arc~en~Ciel.
  - Gwen Stefani, cantante estadounidense.
- 4 de octubre: Andrea Tuana, trabajadora social, investigadora y docente feminista uruguaya.
- 5 de octubre: 
  - Aldo Garay, director de cine uruguayo.
  - Gonzalo Himiob, abogado, escritor y activista venezolano.
- 7 de octubre: Javier Álvarez, cantautor y compositor español.
- 8 de octubre: 
  - Julia Ann, actriz estadounidense.
  - Susanna Griso, periodista española.
  - Mariana Moyano, periodista y académica argentina.
- 9 de octubre: P. J. Harvey, cantautora británica.
- 10 de octubre: Brett Favre, jugador estadounidense de fútbol americano.
- 11 de octubre: 
  - Constantino de Orange-Nassau, aristócrata neerlandés.
  - Stephen Moyer, actor inglés.
- 12 de octubre: 
  - Judit Mascó, supermodelo y presentadora española.
- 13 de octubre: 
  - Horacio Cabak, modelo y conductor de televisión argentino.
  - Nancy Kerrigan, patinadora sobre hielo estadounidense.
  - Verónica Ortiz, productora, actriz, conductora de radio y motivadora en diabetes venezolana.
- 14 de octubre: David Strickland, actor estadounidense (f. 1999.
- 15 de octubre: 
  - Carlos Alsina, periodista y locutor de radio español.
  - Vítor Baía, futbolista portugués.
  - Dominic West, actor británico.
  - Álvaro Elizalde, político chileno.
- 16 de octubre: 
  - Roy Hargrove, trompetista de jazz estadounidense.
  - Paula Hernández, actriz, guionista y directora de cine argentina.
- 17 de octubre: 
  - Jesús Ángel García Bragado, atleta español especializado en marcha atlética.
  - Francisco Pesqueira, actor y cantante argentino.
  - Nancy Sullivan, actriz, presentadora y guionista estadounidense.

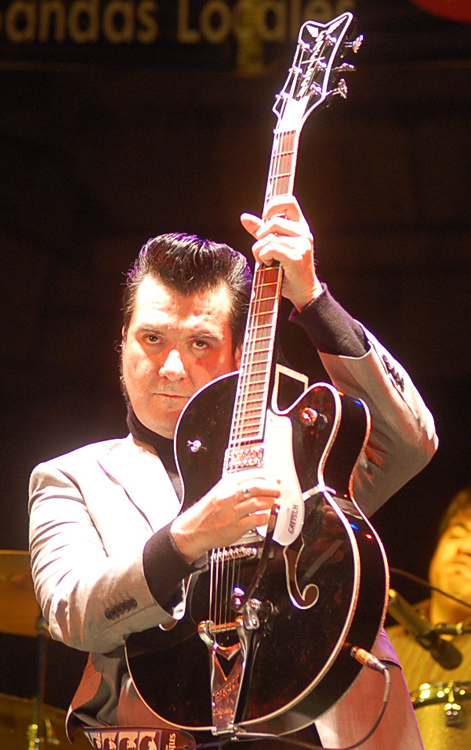
Álvaro Henríquez

- 18 de octubre: Álvaro Henríquez, músico chileno, de la banda Los Tres.
- 19 de octubre: 
  - Moncho Fernández, entrenador de baloncesto español.
  - Pedro Castillo, profesor, dirigente sindical y político peruano.
  - Omar Lefosse, actor argentino.
  - Karina Mazzocco, conductora de televisión y actriz argentina.
  - Miriam Montilla, actriz española.
  - Trey Parker, actor y comediante estadounidense; creador de South Park.
  - DJ Sammy, productor musical español.
  - Erwin Sánchez, futbolista boliviano.
- 20 de octubre: 
  - Irene González Hernández, investigadora y astrofísica española (f. 2014).
  - Juan González Vázquez, apodado Igor, beisbolista puertorriqueño.
  - Guillermo Pérez Roldán, tenista argentino.

- 22 de octubre: 

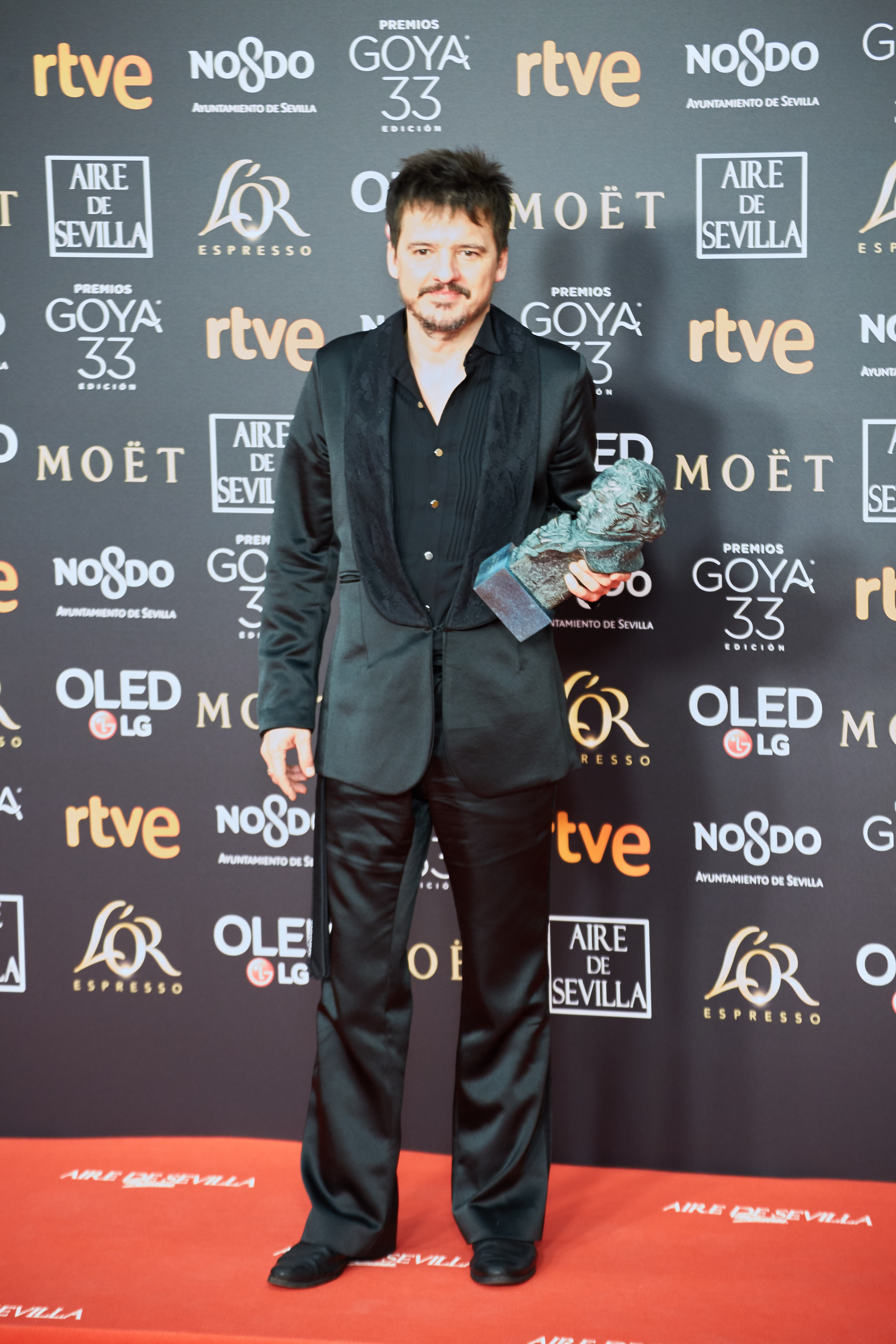
Coque Malla

  - Spike Jonze, productor, director de vídeos musicales y de cine, guionista y actor estadounidense.
  - Coque Malla, músico y actor español.
  - Norma Martínez, actriz, directora de teatro y presentadora de televisión peruana.
- 23 de octubre: Ana Anguita, informática y cantante infantil española.
- 24 de octubre: 
  - Mari Cruz Díaz, atleta española.
  - Adrián Navarro, actor argentino.
  - Adela Noriega, exactriz mexicana.
- 25 de octubre: Oleg Salenko, futbolista ruso.
- 27 de octubre: 
  - Rubén Flores Hernández, director de orquesta y compositor mexicano.
  - Javier Gorosabel Urkia, astrofísico e investigador vasco español (f. 2015).

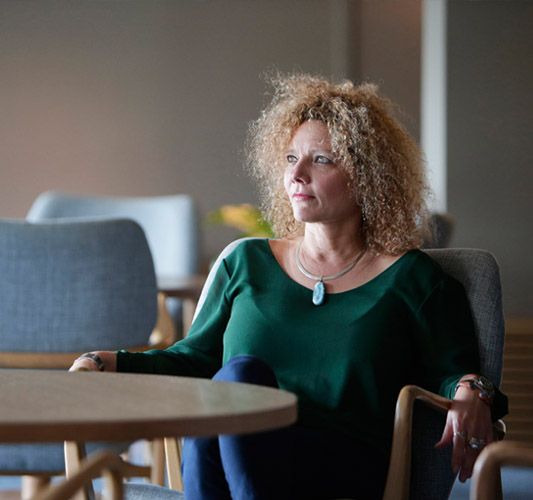
Karla Suárez

- 28 de octubre: Karla Suárez, descritora cubana graduada de ingeniería electrónica.
- 30 de octubre: 
  - Norge Batista, músico, cantautor, guitarrista y compositor cubano.
  - Noé Colín, cantante de ópera mexicano con tesitura de bajo cantante.

- 31 de octubre: 

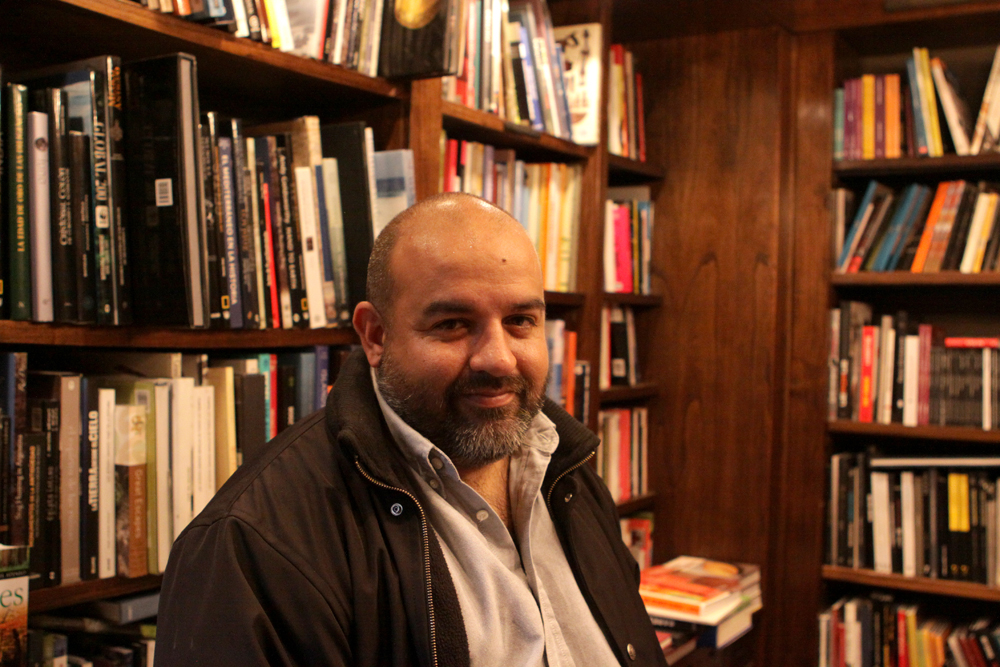
Andrés Gelós

  - Andrés Gelós, productor, guionista, escritor y showrunner argentino.
  - Ana Nahum, periodista, escritora y presentadora uruguaya.
  - Kim Rossi Stuart, cineasta y actor italiano.

### Noviembre
- 1 de noviembre: Óscar Julián Ruiz, árbitro colombiano de fútbol.
- 2 de noviembre: 
  - Darsi Ferrer Ramírez, periodista, médico y preso político cubano (f. 2017).
  - Laly Goyzueta, actriz peruana.
- 3 de noviembre: 
  - Mónica Carabias, historiadora del arte e investigadora española especializada en fotografía y nuevos medios.
  - Luciana Gimenez, modelo y presentadora brasileña.
  - Carmen Gutiérrez, actriz española.
  - Robert Miles, músico, productor y compositor italiano de música electrónica.
- 4 de noviembre: 
  - Matthew McConaughey, actor y productor estadounidense.
  - Sean Combs, rapero, actor y productor estadounidense.
- 6 de noviembre:
  - Arancha de Benito, presentadora de televisión española.
  - Colson Whitehead, escritor estadounidense.
- 7 de noviembre: 
  - Olivier Coipel, dibujante y autor de cómic francés.
  - Hélène Grimaud, pianista francesa de música clásica.
- 8 de noviembre: Hernán Caire, conductor de televisión y cantante argentino.
- 9 de noviembre: Olenka Zimmermann, diseñadora de modas, modelo y presentadora de televisión peruana.
- 10 de noviembre: 
  - Faustino Asprilla, futbolista colombiano.
  - Mar Esquembre, jurista española, especialista en derecho constitucional y teoría feminista.
  - Jens Lehmann, futbolista alemán.
  - Ellen Pompeo, actriz estadounidense.
  - Juan Ramón Rodríguez Cervilla, conocido como Jota, músico español, líder del grupo Los Planetas.
- 11 de noviembre: 
  - Richard Dormer, actor, dramaturgo y guionista británico.
  - Rubén Ruiz Díaz, futbolista paraguayo.
- 12 de noviembre:
  - Johnny Gosch, niño estadounidense desaparecido con 12 años en 1982 en Des Moines, Iowa.
- 13 de noviembre: 
  - Sebastián Boscán, actor colombiano (f. 2021).
  - Gerard Butler, actor británico escocés.
  - Stephen Full, actor, comediante y músico estadounidense.
  - Neilas Katinas, bailarín y jurado de programas de televisión, de origen lituano/alemán radicado en Chile.
  - Antumi Toasijé, historiador y activista panafricanista español.
- 14 de noviembre: Butch Walker, músico, compositor y productor estadounidense.
- 16 de noviembre: Gabriel Kondratiuk, ártista argentino.
- 17 de noviembre: 
  - Cecilia Dopazo, actriz argentina de teatro, televisión y cine.
  - Ryōtarō Okiayu, seiyū japonés.
  - Rebecca Walker, escritora, feminista y activista estadounidense.
- 18 de noviembre: Daniela Miglietta, cantante italiana conocida como Mietta.
- 19 de noviembre: Ana Álvarez, actriz y modelo española.
- 20 de noviembre: Callie Thorne, actriz estadounidense.
- 21 de noviembre: Adriana Marmorek, artista colombiana.
- 22 de noviembre: Marjane Satrapi, historietista, pintora y directora franco-iraní.
- 23 de noviembre: Byron Moreno, exárbitro y comentarista deportivo ecuatoriano.
- 26 de noviembre: 
  - Shawn Kemp, baloncestista estadounidense.
  - Janyse Jaud, actriz, músico y autora canadiense.
- 27 de noviembre: 
  - Rodney Sebastian Clark Donalds, "El Chombo", DJ, productor discográfico, locutor e influencer panameño.
  - Natalia Millán, actriz, bailarina y cantante española.
  - Hernán Gaviria, futbolista colombiano (f. 2002).
- 28 de noviembre: 
  - Eduardo Estévez, escritor español en lengua gallega.
  - Lexington Steele, actor pornográfico estadounidense.
  - Colman Domingo, actor estadounidense.
- 29 de noviembre: 
  - Kasey Keller, futbolista estadounidense.
  - Mariano Rivera, beisbolista panameño.
- 30 de noviembre: 
  - Valeria Bertuccelli, actriz argentina de cine y televisión.
  - Marc Forster, director de cine y guionista suizo.
  - Gabriela Hassel, actriz y modelo mexicana.
  - Chris Weitz, productor, guionista, director y actor estadounidense.

### Diciembre
- 2 de diciembre: 
  - Eduardo Hurtado, futbolista ecuatoriano.
  - Roser Pujol, actriz de teatro y televisión española.
  - Jenaro Villamil, periodista y escritor mexicano.
- 3 de diciembre: 
  - Nancy Dupláa, actriz argentina.
  - Juan Ignacio Machado, actor argentino.
  - Oscar Rivas Gamboa, director y productor de cine y televisión venezolano.
  - Gabriela Ruffo, actriz, cantante, conductora y locutora mexicana.
- 4 de diciembre: 
  - Katia Chiari, poetisa panameña.
  - Jay-Z, rapero estadounidense.
- 5 de diciembre: Ramón Ramírez, futbolista mexicano.
- 6 de diciembre: 
  - Héctor Echavarría, actor, guionista, director de cine, activista, empresario, filántropo, y campeón del mundo de maestro de artes marciales argentino.
  - Irene Grandi, cantante y compositora italiana.
- 7 de diciembre: Raúl Maneyro, zoólogo y profesor uruguayo.
- 8 de diciembre: Rafael Santandreu, psicólogo español, especializado en libros de autoayuda.
- 9 de diciembre: Bixente Lizarazu, futbolista francés de origen vasco.
- 10 de diciembre: 
  - Eduardo Antonio, cantante, compositor, actor y productor cubano, nacionalizado mexicano.
  - Françoiz Breut, ilustradora y cantante de pop francesa.
- 11 de diciembre: 
  - Viswanathan Anand, gran maestro de ajedrez indio.
  - María del Mar Cuena Seisdedos, conocida como Yurena, cantante española.
- 12 de diciembre: Luis Aguilar, poeta, ensayista, narrador y traductor mexicano.
- 13 de diciembre: 
  - Marcela Morelo, cantautora argentina.
  - Shinnosuke Furumoto, actor de voz japonés.
- 14 de diciembre: Ildebrando D'Arcangelo, cantante de ópera italiano con voz de bajo-barítono.
- 15 de diciembre: 
  - Adriana Esteves, actriz brasileña.
  - Chema Fombona, músico, profesor y productor discográfico español (f. 2015).
- 16 de diciembre: 
  - Yasna Provoste Campillay, política chilena, exministra de Educación.
  - Michelle Smith, nadadora islandesa.
- 17 de diciembre: 
  - Laurie Holden, actriz estadounidense.
  - Elías Jaua, político y sociólogo venezolano.
  - Chuck Liddell, luchador estadounidense.
  - Mick Quinn, músico británico.
  - Michael V., actor y cantante filipino.
  - Carlos David Cano, futbolista español.
  - José María Cela, futbolista español.
- 18 de diciembre: Santiago Cañizares, futbolista español.
- 19 de diciembre: 
  - Richard Hammond, presentador de televisión británico.
  - Aziza Mustafa Zadeh, cantante, pianista y compositora de jazz y world music.
  - Kristy Swanson, actriz estadounidense.

- 20 de diciembre: 

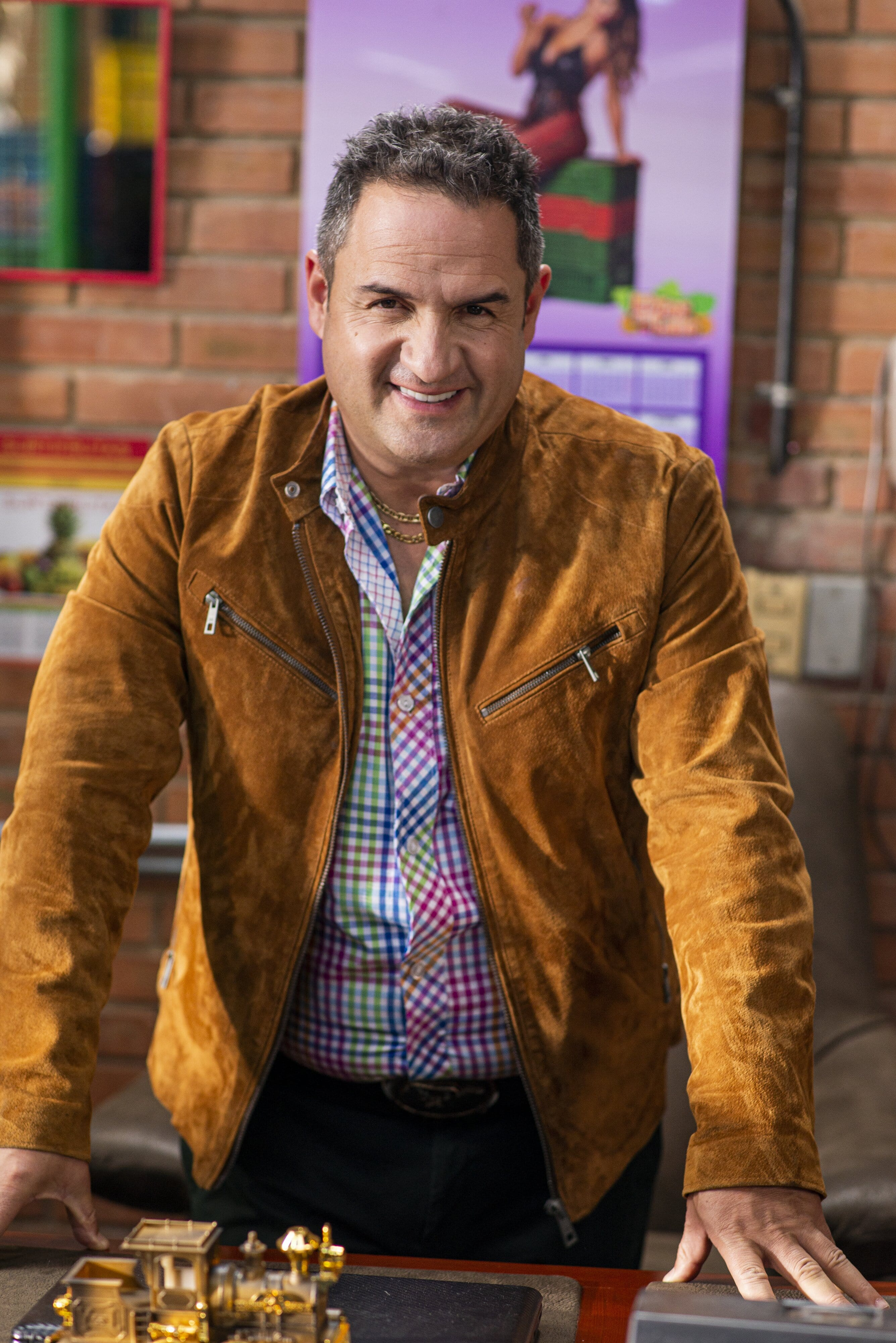
Mauricio Vélez

  - Israel Adrián Caetano, guionista y director de cine y televisión uruguayo naturalizado argentino.
  - David Hanson, diseñador e investigador robótico.
  - Mónica Oltra, política española.
  - Marina Seresesky, directora de cine, guionista y actriz argentina.
  - Mauricio Vélez, actor, presentador, comediante y cantante colombiano.
  - Maby Wells, locutora, conductora de televisión y periodista argentina.
  - Chisa Yokoyama, seiyu japonesa.

- 21 de diciembre: 
  - Julie Delpy, actriz francesa.

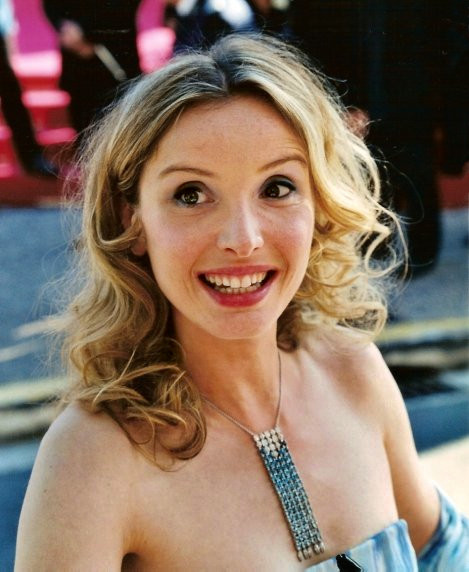
Julie Delpy

  - Jack Noseworthy, actor estadounidense.
- 22 de diciembre: Josep Maria Miró i Gellida, arquitecto español.
- 23 de diciembre: 
  - Kim Hye-ri, actriz surcoreana.
  - Gustavo Leonel Mendoza, cineasta argentino.
  - Secun de la Rosa, actor, autor y director español.
  - Octavio Salazar Benítez, jurista español especialista en derecho constitucional.
- 24 de diciembre: 
  - Ed Miliband, político británico.
  - Gintaras Staučė, futbolista lituano.
- 25 de diciembre: Lili Haydn, violinista, cantante, compositora, guitarrista y actriz canadiense.
- 26 de diciembre: 
  - Isaac Viciosa, atleta español.
  - Peppe Voltarelli, cantautor y actor italiano.
- 27 de diciembre: 
  - Paulina de Allende-Salazar, periodista chilena especializada en investigación.
  - Marco Antonio Regil, presentador y locutor mexicano.
  - Joan Marie Laurer "Chyna", luchadora profesional estadounidense (f. 2016).
  - Ariel Villazón Torrico, cantautor, charanguista, sonidista y músico boliviano.
- 28 de diciembre: 
  - Linus Torvalds, programador finlandés, desarrollador original del kérnel Linux.
  - James Trapp, atleta estadounidense.
  - Alberto Macías, futbolista mexicano.
  - Katie Hobbs, política estadounidense.
  - Juan Reynoso Guzmán, futbolista y entrenador peruano.
- 29 de diciembre: 
  - Eva Castillo, cantante y actriz filipina.
  - Jennifer Ehle, actriz estadounidense.
  - José García Molina, político español.
  - Darío Klein, periodista uruguayo.
  - Allan McNish, piloto británico de automovilismo.
- 30 de diciembre: 
  - Jay Kay, músico británico, vocalista de la banda Jamiroquai.
  - Merle Esken, esgrimidora estonia.
- 31 de diciembre: 
  - Luis Dámaso, tenor español.
  - Javier Manjarín, futbolista español.
  - Thom Russo, productor discográfico estadounidense.

### Fechas desconocidas
- Boushra Almutawakel, fotógrafa yemení.
- Leila Ben-Gacem, empresaria y emprendedora social tunecina.
- Valérie Cabanes, jurista francesa de derecho internacional especializada en derechos humanos y derecho humanitario.
- David Dorantes, pianista gitano español de flamenco y jazz.
- María Frisa, escritora española.
- Glub, grafitero y artista plástico español.

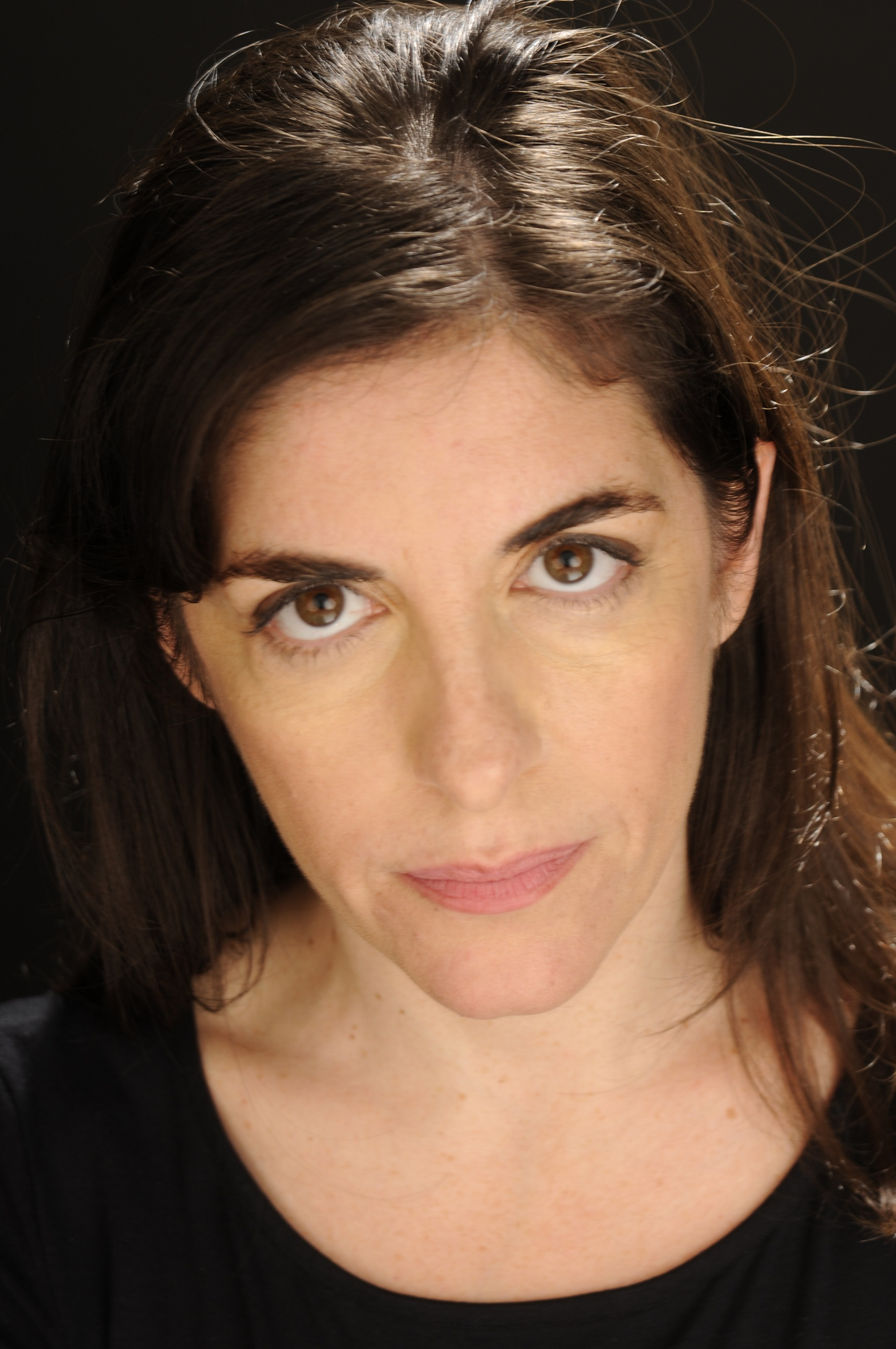
María Eugenia Ludueña

- María Eugenia Ludueña, escritora y periodista argentina.
- Paxkal Indo, músico, cantante, percusionista y flautista vasco francés.
- Dolores Johnson Sastre, política y periodista española.
- Alina Lozano, actriz colombiana.
- Ana Melissa Merlo, escritora, académica, y profesora hondureña.
- Marzieh Meshkini, directora de cine y escritora iraní.
- Latifa Nabizada, piloto de helicóptero afgana en la Fuerza Aérea Afgana.
- Karina Pacheco, escritora, editora y antropóloga peruana.
- Vilma Reis, socióloga y activista brasileña, defensora de los derechos humanos, personas negras y LGTB.
- Shitou, activista, actriz, cineasta, artista e icono LGBT china.
- Tomás Moreno Romero, conocido como Tomasito, cantante gitano español de flamenco.
- Inocencio Tucumbi, activista indígena, jornalero, aparejador y agricultor ecuatoriano.
- Idit Zehavi, astrofísica e investigadora israelí.

## Fallecimientos

### Enero
- 1 de enero: Barton MacLane, actor estadounidense.
- 12 de enero: Roberto Noble, periodista argentino.

### Febrero
- 2 de febrero: Boris Karloff, actor británico.
- 2 de febrero: Giovanni Martinelli (83), tenor italiano (n. 1885).
- 3 de febrero: Al Taliaferro, historietista estadounidense.
- 3 de febrero: Jean Focas (59), astrónomo alemán (n. 1909).
- 26 de febrero: Karl Jaspers (85), filósofo alemán (n. 1883).

### Marzo
- 9 de marzo: Walter Christaller, geógrafo alemán (n. 1893).
- 15 de marzo: Arturo Michelini, político italiano (n. 1909).
- 16 de marzo: Néstor Chávez (21), beisbolista venezolano (n. 1947).
- 25 de marzo: Billy Cotton, piloto británico de automovilismo (n. 1899).
- 26 de marzo: B. Traven, escritor alemán.
- 26 de marzo: John Kennedy Toole, escritor estadounidense (n. 1937).
- 28 de marzo: Dwight D. Eisenhower, militar y presidente estadounidense (n. 1890).
- 30 de marzo: Lucien Bianchi, piloto italiano de automovilismo (n. 1934).

### Abril
- 3 de abril: Álvaro Carrillo (49), cantante y compositor mexicano de boleros (n. 1919).
- 5 de abril: Rómulo Gallegos, escritor, político y presidente venezolano.
- 10 de abril: Fernando Ortiz Fernández, antropólogo cubano.
- 11 de abril: Ludvig Irgens-Jensen (74), compositor noruego (n. 1894).
- 14 de abril: Matilde Muñoz Sampedro (69), actriz española (n. 1900).
- 15 de abril: Victoria Eugenia de Battenberg, reina consorte española.
- 26 de abril: Morihei Ueshiba, luchador profesional japonés, creador del aikido.

### Mayo
- 2 de mayo: Franz von Papen, político nazi alemán.

### Junio
- 8 de junio: Robert Taylor, actor estadounidense.
- 19 de junio: Natalie Talmadge, actriz estadounidense.
- 21 de junio: Pavel Apostolov, musicólogo soviético.
- 22 de junio: Judy Garland, cantante y actriz estadounidense.

### Julio
- 3 de julio: Brian Jones, músico británico, fundador de los Rolling Stones.
- 5 de julio: Wilhelm Backhaus, pianisa alemán (n. 1884).
- 8 de julio: Charles H. Lankester, naturalista anglo-costarricense.
- 22 de julio: Antonio María Simarro, abogado y político español (n. 1896).
- 27 de julio: Moisés Solana Arciniega, piloto de automovilismo mexicano (n. 1935).

### Agosto
- 1 de agosto: Miguel Labordeta, poeta y dramaturgo español (n. 1921).
- 1 de agosto: Gerhard Mitter, piloto de automovilismo alemán (n. 1935).
- 6 de agosto: Theodor Adorno, filósofo y musicólogo alemán.
- 9 de agosto: Sharon Tate, actriz estadounidense.
- 17 de agosto: Ludwig Mies van der Rohe, arquitecto alemán.
- 17 de agosto: Otto Stern, físico germano-estadounidense, premio nobel de física en 1943.
- 19 de agosto: Alejandro "Patón" Carrasquel, beisbolista venezolano (n. 1912).
- 19 de agosto: Jorge Herrán, arquitecto uruguayo (n. 1897).
- 30 de agosto: Mauro Loyo Sánchez, médico mexicano, gobernador de Veracruz (n. 1872).
- 31 de agosto: Rocky Marciano, boxeador estadounidense.

### Septiembre
- 2 de septiembre: 
  - Willy Mairesse, piloto de automovilismo belga (n. 1928).
  - Hồ Chí Minh, político y revolucionario vietnamita (n. 1890).
- 14 de septiembre: James Anderson, actor estadounidense de cine y televisión (n. 1921).
- 22 de septiembre: Adolfo López Mateos, abogado, político y presidente mexicano (n. 1909)
- 22 de septiembre: Aleksandras Stulginskis, presidente lituano (n. 1885).

### Octubre
- 15 de octubre: Abdirashid Ali Shermake, presidente somalí.
- 29 de octubre: Francisco José Orlich Bolmarcich, presidente costarricense. (n. 1907)
- 31 de octubre: Lola Membrives, actriz argentina (n. 1888).

### Noviembre
- 4 de noviembre: Carlos Miró-Quesada Laos, abogado, periodista, diplomático y político peruano (n. 1903).
- 8 de noviembre: Ricardo Aguirre, maestro, músico y locutor venezolano (n. 1939).
- 15 de noviembre: 
  - Joaquín Romero Murube, poeta y ensayista español.
  - Ignacio Aldecoa, escritor español.

### Diciembre
- 1 de diciembre: Magic Sam, guitarrista y cantante de blues estadounidense.
- 2 de diciembre: José María Arguedas, escritor y antropólogo peruano (n. 1911).
- 3 de diciembre: Mathias Wieman, actor alemán (n. 1902).
- 5 de diciembre: Alicia de Battenberg, princesa de Grecia y Dinamarca (n. 1885).
- 13 de diciembre: Raymond Spruance, militar estadounidense.
- 21 de diciembre: Georges Catroux, militar francés.
- 22 de diciembre: Josef von Sternberg, cineasta austriaco.

### Fechas desconocidas
- Alexander E. Bogomolov, diplomático soviético.
- H. T. Silcock, misionero inglés.

## Arte y literatura
- 6 de enero: Francisco García Pavón obtiene el premio Nadal por su novela Las hermanas coloradas.
- El sociólogo estadounidense Herbert Blumer (1900-1987) publica su obra más famosa, El interaccionismo simbólico.
- Mario Puzo publica una de las mejores novelas del siglo XX: El Padrino (The Godfather)
- El escritor y antropólogo José María Arguedas (1911-1969) publica su poema en idioma quechua: Qollana Vietnam llaqtaman (Al pueblo excelso de Vietnam).
- Se estrena el documental El largo viaje hacia la ira, del cineasta español Lorenzo Soler.
- Margaret Atwood: La mujer comestible.
- Agatha Christie: Las manzanas.
- Frank Herbert: El mesías de Dune.
- Ursula K. Le Guin: La mano izquierda de la oscuridad.
- Yukio Mishima: Caballos desbocados.
- Vladimir Nabokov: Ada o el ardor.
- Mario Vargas Llosa: Conversación en La Catedral.
- Kurt Vonnegut: Matadero cinco.
- Roger Zelazny: Criaturas de luz y tinieblas.
- Dario Fo: Misterio bufo.

## Ciencia y tecnología

### Astronáutica
- 5 de enero: lanzamiento de la sonda espacial soviética Venera 5 a Venus, llegando a transmitir datos desde la atmósfera del planeta.
- 10 de enero: lanzamiento de la sonda espacial soviética Venera 6 a Venus, llegando a transmitir durante 51 minutos desde su atmósfera.
- 16 de julio: lanzamiento del cohete Saturno V estadounidense tripulado Apolo 11 con destino a la Luna.
- 20 de julio: llegada del módulo lunar Eagle Apolo 11 a la Luna. El comandante Neil Armstrong fue el primer ser humano que pisó la superficie de nuestro satélite el 21 de julio de 1969.

## Deporte

### Atletismo
- Del 17 al 19 de agosto Campeonato Centroamericano y del Caribe de atletismo celebrado en La Habana (Cuba).
  - Medallero   Cuba.

- Del 16 al 21 de septiembre IX Campeonato Europeo de Atletismo, celebrado en Atenas (Grecia).
  - Medallero   República Democrática Alemana.

- Del 4 al 12 de octubre se celebra la 25.ª edición del Campeonato Sudamericano de Atletismo, celebrado en Quito (Ecuador).

País ganador del medallero:  Brasil.

### Baloncesto
- Del 27 de septiembre al 5 de octubre Campeonato Europeo de Baloncesto Masculino, celebrado en las ciudades de Caserta y Nápoles (Italia).

  URSS.
  Yugoslavia.
  Checoslovaquia.
- Del 16 al 26 de marzo Campeonato Sudamericano Masculino de Baloncesto, celebrado en Montevideo (Uruguay).

  Uruguay.
  Brasil.
  Argentina.
- Del 29 de octubre al 3 de noviembre III Centrobasket Masculino, o III Campeonato de Baloncesto de Centroamérica y el Caribe, celebrado en La Habana (Cuba).

  Panamá.
  Cuba.
  Puerto Rico.
- Creación de los Seattle Supersonics.

### Fútbol
- El Club Estudiantes de La Plata: el 21 de febrero, se consagra campeón de la Copa Interamericana y el 15 de mayo obtiene por segunda vez la Copa Libertadores de América, tras ganarle la final a Nacional de Montevideo.
- Primera División de México: El 2 de febrero Cruz Azul se consagra campeón por primera vez en la Temporada 1968-69
- Jackie Stewart se consagra campeón del mundo de Fórmula 1.
- Copa de Europa: el AC Milan gana por segunda vez el torneo derrotando en la final al Ajax Ámsterdam, por 4-1.
- Primera división chilena: Universidad de Chile se consagra campeón por séptima vez (campeón invicto).
- Fútbol Profesional Colombiano: Deportivo Cali (3.ª vez).
- El Club Carlos A. Mannucci se consagra campeón de la Copa Perú por segunda vez.

### Gimnasia
- Del 27 al 29 de septiembre se celebra el IV Campeonato Mundial de Gimnasia Rítmica en Varna (Bulgaria).

- El VIII Campeonato Europeo de Gimnasia Artística se celebró en Landskrona (Suecia), la competición femenina el 17 y 18 de mayo, y en Varsovia (Polonia), la competición masculina el 24 y 25 de mayo.

### Golf
- US Open:  Orville Moody.
- Masters de Augusta:  George Archer.
- British Open:  Tony Jacklin.
- Campeonato de la PGA:  Raymond Floyd.

### Hockey Patines
- Del 3 al 11 de mayo se celebra el XXIX Campeonato europeo de hockey sobre patines masculino en Lausana (Suiza).
  - Selección Ganadora:   España.
- El VII Campeonato Sudamericano de Hockey sobre Patines se celebra en Medellín(Colombia).
  - Selección Ganadora:   Brasil.

### Tenis
- Abierto de Australia:  Rod Laver y  Margaret Court.
- Roland Garros:  Rod Laver y  Margaret Court.
- Wimbledon:  Rod Laver y  Ann Haydon-Jones.
- Abierto de los Estados Unidos:  Rod Laver y  Margaret Court.
- Copa Davis:  Estados Unidos.
- Copa Federación:  Estados Unidos.

### Voleibol
- El VIII Campeonato Sudamericano de Voleibol Masculino se celebra en Caracas (Venezuela).
  - Selección Ganadora:   Brasil.

- Del 15 al 20 de agosto se celebra el VIII Campeonato Sudamericano de Voleibol Femenino se celebra en Caracas (Venezuela).
  - Selección Ganadora:   Brasil.

## Música
- Se forma el grupo ZZ Top.
- Se forma el grupo Supertramp.
- Se forma el grupo King Crimson.
- Se forma el grupo Judas Priest.
- Se forma el grupo Thin Lizzy.
- Se forma el grupo Uriah Heep.

- Almendra: Almendra.
- Bee Gees: Odessa.
- Bob Dylan: Nashville Skyline
- Chabuca Granda: Misa criolla de bodas
- Creedence Clearwater Revival: Bayou Country, Green River y  Willy and the Poor Boys
- David Bowie: Space Oddity
- Giovanni D'Anzi y Alfredo Bracchi: El Biscella
- Deep Purple: Deep Purple
- Deep Purple: The Book of Taliesyn
- Donovan: Barabajagal
- Elvis Presley: From Elvis in Memphis
- Frank Sinatra: "My Way". «Álbum publicado en marzo por el sello discográfico Reprise Records». "A Man Alone: The Words and Music of McKuen". «Álbum publicado en agosto por el sello discográfico Reprise Records».
- Frank Zappa: Hot Rats
- Genesis: From Genesis to Revelation
- George Harrison: Electronic Sounds
- Gershon Kingsley: Music to Moog by
- Jethro Tull: Stand Up.
- John Lennon: Unfinished Music Volume Two: Life With The Lions, The Wedding Album, Live Peace In Toronto 1969
- José José: Cuidado y La nave del olvido
- Julio Iglesias: Yo canto (álbum debut).
- King Crimson: In the Court of the Crimson King
- Leo Dan: Canta trovador
- Leonardo Favio: Ding dong, ding dong, estas cosas del amor
- Led Zeppelin: Led Zeppelin y Led Zeppelin II
- Los Gritos: Lamento
- Los Tíos Queridos: Voy a pintar las paredes con tu nombre
- Luis Aguilé: Ven a mi casa esta Navidad
- Módulos: Ya no me quieres, Recuerdos (sencillo 1.º).
- Módulos:  Nada me importa, Todo tiene su fin (sencillo 2.º).
- Nicola Di Bari: Lisa de los ojos azules
- Piero: Mi viejo
- Pink Floyd: Music from the Film More, Ummagumma
- Roberto Carlos: As flores do jardim de nossa casa.
- Rocío Dúrcal: Las Leandras.
- Salomé: Vivo cantando (1.º puesto en el Festival de Eurovisión).
- Santana: Santana
- Sergio Mendes, George Benson Blade Runner y Shape of Things to Come
- The Archies: Sugar, Sugar
- The Beach Boys: 20/20
- The Beatles: Yellow Submarine y Abbey Road
- The Doors: The Soft Parade
- The Rolling Stones: Through the Past Darkly y Let It Bleed
- The Stooges: The Stooges
- The Winstons: Color Him Father

### Festival de la Canción de Eurovisión
El XIV Festival se celebró en la ciudad de Madrid (España) el sábado 29 de marzo, en el Teatro Real. La presentadora fue Laura Valenzuela y Ramón Díez, el director. La dirección musical corrió a cargo de Augusto Algueró. Concurrieron un total de 16 países.
- Canciones ganadoras:
  - "Vivo cantando" (España) , interpretada por Salomé;
  - "Boom Bang-a-Bang" (Reino Unido) , interpretada por Lulu;
  - "De troubadour" (Países Bajos) , interpretada por Lenny Kuhr;
  - "Un jour, un enfant" (Francia) , interpretada por Frida Boccara.

### Festival de Woodstock
En Estados Unidos se realiza el primer Festival de Woodstock al que asisten bandas de diversas categorías, como Canned Heat, The Who, Creedence Clearwater Revival, Grateful Dead y Jimi Hendrix, Jefferson Airplane, Janis Joplin, Joe Cocker, Joan Báez entre otras. Asiste una cantidad importante de personas. El Festival de Woodstock se realizó nuevamente en varias ocasiones.

## Cine

### Estrenos más relevantes
- Cambio de hábito (Change Of Habit), película estadounidense dirigida por William A. Graham. Será la última película protagonizada por Elvis Presley.
- Cowboy de medianoche, película estadounidense dirigida por John Schlesinger.
- Dos hombres y un destino (Butch Cassidy and the Sundance Kid), película estadounidense dirigida por George Roy Hill, con Paul Newman y Robert Redford.
- Eika Katappa, película alemana occidental dirigida por Werner Schroeter
- El Chacal de Nahueltoro, película chilena dirigida por Miguel Littin.
- El dependiente, película argentina dirigida por Leonardo Favio.
- La muralla verde, película peruana dirigida por Armando Robles Godoy.
- La residencia, película española dirigida por Narciso Ibáñez Serrador.
- La vía láctea, película francesa dirigida por Luis Buñuel.
- Toma el dinero y corre (Take the Money and Run), película estadounidense dirigida por Woody Allen.
- Topaz, película estadounidense dirigida por Alfred Hitchcock. Con Frederick Stafford y John Forsythe.
- Valor de ley (True Grit), película estadounidense dirigida por Henry Hathaway, con John Wayne.
- Un, dos, tres, al escondite inglés, película española dirigida por Iván Zulueta
- Valparaíso mi amor, película chilena dirigida por Aldo Francia.
- Yawar mallku (La sangre del cóndor), película boliviana dirigida por Jorge Sanjinés.

### Premios Óscar
- La 41.ª edición se celebró el 14 de abril, y se concedieron premios a películas estrenadas en 1968, con el siguiente palmarés: 
  - Mejor Película: Oliver dirigida por Carol Reed.
  - Mejor Dirección: Carol Reed de la película Oliver.
  - Mejor Actriz protagonista: 
    - Barbra Streisand por la película Funny Girl.
    - Katharine Hepburn por la película El león en invierno.

  - Mejor Actor protagonista: Cliff Robertson por la película Charly.
  - Mejor Actriz de reparto: Ruth Gordon por la película Rosemary's Baby.
  - Mejor Actor de reparto: Jack Albertson por la película Una historia de tres extraños.
  - Mejor película de habla no inglesa: Guerra y paz película soviética dirigida por Serguéi Bondarchuk.

### Festivales de cine
- 22ª edición del Festival Internacional de Cine de Cannes celebrada entre el 8 y el 23 de mayo de 1969.
  - Palma de Oro a la mejor película If.... de Lindsay Anderson.

- 17ª edición del Festival Internacional de Cine de San Sebastián celebrada del 16 al 24 de junio de 1969.
  - Concha de Oro a la mejor película Llueve sobre mi corazón, de Francis Ford Coppola.

- 30ª edición del Mostra de Venecia celebrada del 23 de agosto al 5 de septiembre de 1969.
  - Premio Pasinetti:
    - Extranjera: Honor and Glory de Hynek Bocan.
    - Italiana: Satyricon de Federico Fellini.

## Premios Nobel
- Física: Murray Gell-Mann.[4]
- Química: Derek H. R. Barton y Odd Hassel.[4]
- Medicina: Max Delbrück, Alfred D. Hershey y Salvador E. Luria.[4]
- Literatura: Samuel Beckett.[4]
- Paz: Organización Internacional del Trabajo.[4]
- Economía: Ragnar Frisch y Jan Tinbergen.[4]